# 아우구스투스
임페라토르 카이사르 디비 필리우스 아우구스투스(Imperator Caesar divi filius Augustus, 기원전 63년 9월 23일 ~ 서기 14년 8월 19일)는 로마 제국 초대 황제(재위 기원전 27년 ~ 서기 14년)이다. 또한 로마 제국의 첫 번째 황조인 율리우스-클라우디우스 왕조의 초대 황제이기도 하다. 본명은 가이우스 옥타비우스 투리누스(Gaius Octavius Thurinus)였으나, 카이사르의 양자로 입적된 후 가이우스 율리우스 카이사르 옥타비아누스(Gaius Julius Caesar Octavianus)로 불렸다. 기원전 44년 옥타비아누스는 자신의 외할머니 율리아 카이사리스의 남동생이자 자신의 외종조부뻘인 율리우스 카이사르가 암살되자, 유언장에 따라 카이사르의 양자가 되어 그 후계자가 되었다. 기원전 43년, 옥타비아누스는 마르쿠스 안토니우스, 마르쿠스 아이밀리우스 레피두스와 함께 군사 정권인 제2차 삼두 정치를 열었다. 삼두 정치를 행한 집정관의 한 사람으로서 옥타비아누스는 효과적으로 로마와 속주를 지배하였고, 세력을 모아 히르티우스와 판사가 사후 집정관에 재선되었다. 이후 제2차 삼두 정치도 깨지는데 다른 집정관이었던 레피두스는 유배되고 마르쿠스 안토니우스는 기원전 31년 악티움 해전에서 패배한 뒤 자살하였다.
제2차 삼두 정치의 붕괴 후 옥타비아누스는 대외적으로 로마 공화국을 부활시키고 정부에 관한 권한은 로마 원로원에게 주었으나, 사실상 권력을 독점하였다. 유일한 통치자가 다스리지만 대외적으로는 공화국 형태인 정치 체제의 기틀을 다지는 데는 오랜 시간이 걸렸다. 껍데기만 공화국인 이 나라는 훗날 로마 제국으로 불린다. 황제권은 옥타비아누스 이전에 로마를 통치했던 카이사르와 술라의 독재권과는 전혀 달랐다. 옥타비아누스는 로마의 원로원과 시민들로부터 “독재권을 부여받았지만” 거절하였다. 법에 따르면 ‘존엄자’(아우구스투스)라는 칭호를 받은 옥타비아누스에게 원로원은 평생 동안 권력을 가지도록 하였고 “호민관 권한”(tribunitia potestas)을 가졌으며 기원전 23년까지 집정관을 역임하였다. 아우구스투스는 재정적인 성공과 원정에서 얻은 물자, 제국 전체에 걸쳐 맺은 여러 피호 관계(clientela), 군인과 재향 군인의 충성, 원로원에서 부여한 여러 권한과 명예 그리고 사람들의 존경을 받아 절대적인 권력을 누렸다. 아우구스투스가 가진 로마의 정예병 로마 군단 다수를 통제할 수 있는 권한은 원로원에게 군사적인 위협이 되어 원로원의 결정을 억압하였고, 군사적 수단을 사용하여 원로원의 정적들을 제거하여 원로원이 자신에 복종하게끔 하였다.
아우구스투스의 통치는 로마의 평화(팍스 로마나)라 불리는 태평성대를 이루었다. 계속되는 변방에서의 전쟁과 황위를 둘러싼 1년의 내전(기원후 69년)에도 불구하고, 지중해 세계는 두 세기가 넘게 평화를 지속할 수 있었다. 아우구스투스는 로마 제국의 영토를 넓혔으며 제국의 국경과 동맹국을 보호하였고 파르티아와 평화 협정을 맺었다. 그는 로마의 조세 체계를 개선하였고 파발을 위해 육로 교통망을 구축하였으며 상비군과 소수의 해군 그리고 황제의 친위대인 로마 근위대를 창설하였다. 또한 로마에 경찰청과 소방청을 설치하였고 로마 시의 상당 부분을 재개발하였다. 아우구스투스는 죽기 전에 자신의 업적을 기록으로 남겼는데, 이것은 《아우구스투스 업적록》로 불리며 아직까지도 남아 있다. 서기 14년 그가 죽은 직후, 원로원과 민회는 아우구스투스를 신으로 선포하였고 로마인들의 숭배를 받았다. 이후 모든 로마 황제들이 그의 황제명인 ‘아우구스투스’와 ‘카이사르’를 이름으로 썼다. 또한 그를 기념하기 위해 기존의 "여덟 번째 달"(Sextilis)을 "아우구스투스"(Augustus)로 바꾸어 불렀다. 그의 황위는 양자인 티베리우스가 물려받았다.

## 생애

### 생애 초기
그의 아버지는 가이우스 옥타비우스이며, 원래 로마에서 40킬로미터 정도 떨어진 벨리트라이라는 마을 출신이었다. 아우구스투스는 기원전 63년 9월 23일 로마 시에서 태어났다. 그는 '소의 머리'라 불리는 곳에서 태어났는데 이곳은 포룸 로마눔과 매우 가까운 팔라티누스 언덕에 있던 곳이다. 옥타비우스는 아이를 들에 버리라는 점성가의 경고를 받았지만 무시하고 계속 키우기로 했다. 아이의 이름은 가이우스 옥타비우스(Gaius Octavius)라고 지었다. 그러나 로마 시내의 인구가 늘자 어린 옥타비아누스는 아버지의 고향인 벨리트라이로 이사가 거기서 자랐다.
옥타비아누스는 회고록에서 자기 아버지에 대해 기사 가문 출신이었다고만 적었다. 그의 친증조부는 제2차 포에니 전쟁 중 시칠리아에서 군단 사령관을 맡았다. 그의 할아버지는 지방의 여러 공공기관에 재직하였다 한다. 아버지인 가이우스 옥타비우스는 옥타비아누스가 태어나자마자 곧바로 마케도니아의 총독을 지냈으며, 아이의 가명(家名)을 투리누스로 지었는데, 이 가명은 옥타비우스가 반란을 일으킨 노예들을 진압한 시칠리아의 투리이에서 따왔을 가능성이 크다. 옥타비아누스의 어머니인 아티아 발바 카이소니아는 율리우스 카이사르의 조카딸이었다.
아버지 옥타비우스가 평민이었기 때문에, 어머니 아티아는 카이사르의 조카딸로 귀족이었음에도 옥타비아누스는 평민층에 속하였다. 옥타비아누스는 기원전 44년 율리우스 카이사르의 양자가 되어서야 비로소 귀족의 지위를 얻었다.
기원전 59년 옥타비아누스의 나이 네 살 때, 아버지 옥타비우스가 세상을 떠났다. 얼마 안 돼 어머니 아티아는 시리아의 총독이었던 루키우스 마르키우스 필리푸스와 재혼하였다. 필리푸스는 알렉산드로스 대왕의 후손이었고 기원전 56년에는 집정관을 역임하였다. 필리푸스는 어린 옥타비아누스에게 크게 관심을 기울이지 않았고, 이로 인해 옥타비아누스는 누나인 소(小) 옥타비아와 함께 율리우스 카이사르의 누나이자 자신의 외할머니인 율리아 카이사리스의 손에서 자랐다.
기원전 51년, 율리아 카이사리스가 죽자, 옥타비아누스는 외할머니의 장례식에서 추모사를 낭독하였다. 이때부터 어머니 아티아와 계부 필리푸스는 옥타비아누스를 단련시키기 위해 적극적으로 나섰다. 옥타비아누스는 4년 뒤인 기원전 47년부터 토가를 입게 되었고 국가 사제단(Collegium Pontificum)에 선출되었다. 다음 해에 옥타비아누스는 카이사르가 세운 베누스 게네트릭스 신전에서 행해지는 그리스 경기를 관장하였다. 다마스쿠스의 니콜라오스에 따르면, 옥타비아누스는 카이사르의 아프리카 원정에 참여하고 싶었으나 어머니의 반대로 무산되었다고 한다. 기원전 46년, 아티아는 옥타비아누스가 카이사르의 히스파니아 원정에 참여하는 것에 동의하였는데, 이 원정에서 카이사르는 오랜 숙적이었던 폼페이우스 마그누스의 아들 그나이우스 폼페이우스와 싸우려 하였다. 하지만 옥타비아누스는 병이 들어 원정에 참여할 수 없게 되었다.
병에서 회복한 뒤 옥타비아누스는 배를 타고 카이사르의 뒤를 쫓았으나 배는 곧 난파되었다. 육상으로부터 숙련된 정비사들이 와서 난파된 배를 수리한 후 원래 자신이 머물던 적의 영토에서 카이사르의 막사까지 배를 타고 횡단하였는데, 이 사건은 외할머니의 남동생인 카이사르에게 큰 인상을 주었다. 마르쿠스 벨레이우스 파테르쿨루스는 카이사르가 옥타비아누스를 자기 마차에 동승할 수 있도록 허락하였다고 말하였다. 로마로 돌아오고 난 뒤 카이사르는 새 유언장을 사제녀들과 함께 보관하였고 옥타비아누스를 자신의 제1 상속자로 낙점하였다.

### 권력을 향하여

#### 카이사르의 후계자

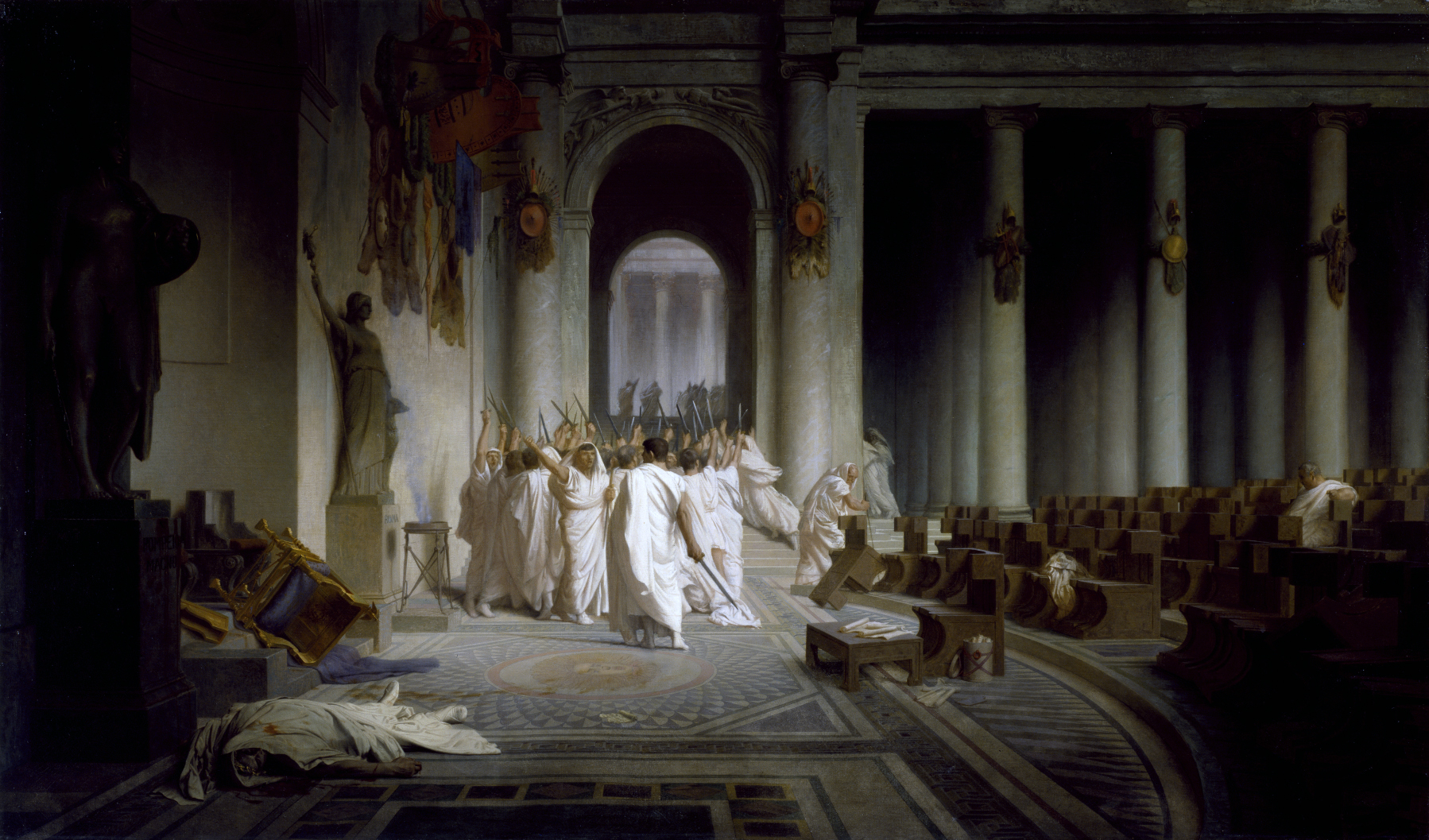
《카이사르의 죽음》, 장레옹 제롬이 1867년에 그린 것으로 기원전 44년 3월 15일 마르쿠스 브루투스와 가이우스 카시우스가 주도한 옥타비아누스의 양부 율리우스 카이사르의 암살을 나타내고 있다.

기원전 44년 3월 15일 카이사르가 암살당할 때, 옥타비아누스는 일리리아의 아폴로니아에서 공부와 군사 훈련을 병행하고 있었다. 그는 카이사르가 암살되자 군사들과 함께 마케도니아로 피신하라는 장교들의 조언을 거절하고 이탈리아로 가 자신의 잠재적인 정치적 세력을 규합하려 하였다. 브룬디시움 근처에 있는 루피아이라는 곳에 상륙하고 난 뒤, 카이사르의 유서에 적힌 내용을 들은 옥타비아누스는 재산의 2/3를 상속받는 것뿐만 아니라 정치적으로도 자신이 카이사르의 정치적인 진정한 후계자가 되기로 하였다. 당시 카이사르에게는 살아 있는 적자녀가 없었기에 그의 이손(離孫, 누이의 친손 및 외손)인 옥타비아누스가 제1 상속자이자 아들로 입양되었다. 카이사르가 죽고 난 뒤 정식 입양된 옥타비아누스는 양부의 이름인 가이우스 율리우스 카이사르(Gaius Julius Caesar)를 쓰게 되었다. 로마 전통에 따라 그는 ‘가이우스 율리우스 카이사르’라는 이름에 ‘투리누스’ 대신 ‘옥타비아누스’(Octavianus)라는 가명을 붙여 자신의 출신 가문을 나타내었다. 아직 옥타비아누스가 당시 이 이름을 썼다는 결정적인 증거가 존재하지는 않지만, 어쨌든 이 이름은 그의 출신을 명백하게 드러내게 하여 많은 사람에게 알려지게 되었다. 훗날 마르쿠스 안토니우스가 카이사르가 옥타비아누스를 성적으로 총애했기 때문에 입양한 것이라며 강도 높게 비난하였지만, 이는 중상모략이었다는 의견이 있다.
옥타비아누스가 로마 정국에 성공적으로 입문하려면 자신의 빈약한 재산에만 의존할 수 없었다. 브룬디시움에서 카이사르의 병사들로부터 열광적인 환영을 받은 후, 옥타비아누스는 파르티아와 싸우려고 카이사르가 충당했던 일부 자금을 요구하였다. 이 돈은 브룬디시움에 보관되어 있었는데 무려 7억 세스테르티우스에 해당하는 거액이었다. 옥타비아누스가 그 돈으로 원로원의 가장 큰 적인 마르쿠스 안토니우스를 치려고 쓰고 있다는 것이 알려지자, 사라진 공금의 행방을 찾고 있었던 원로원은 이내 수사를 중단하였다. 옥타비아누스는 그해에 다시 큰일을 벌였는데, 동방 속주에서 이탈리아로 보낸 조공을 공식적인 허가도 받지 않고 가로챘다. 옥타비아누스는 과거 카이사르가 이끌던 정예병과 파르티아를 치려고 모은 군사들을 통해서 자신의 세력을 넓혔고, 특히 자신이 카이사르의 후계자임을 강조하며 많은 지지를 얻어냈다. 그가 이탈리아 반도를 가로질러 로마로 이동할 때, 소문난 인품과 그가 새로 얻은 자금 덕분에 캄파니아에 주둔하고 있던 카이사르를 숭상한 옛 노병들의 마음을 얻을 수 있었다. 기원전 44년 6월까지 그는 3천 명의 충성스러운 노련한 병사들을 얻었고 봉급으로 5백 데나리우스를 주었다.

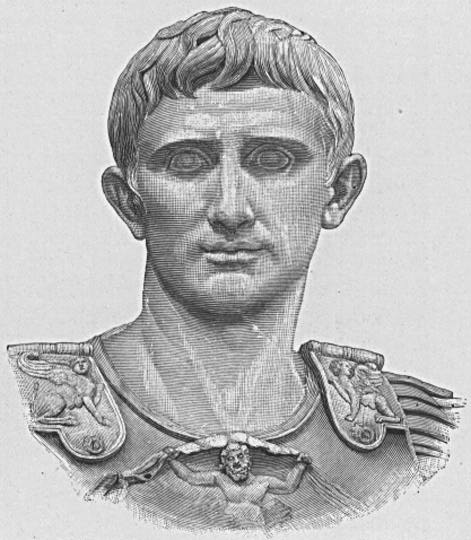
20세기에 프리마 포타의 아우구스투스를 바탕으로 하여 그린 그림.

기원전 44년 5월 6일 로마에 도착한 아우구스투스는 과거 카이사르의 부하였던 집정관 마르쿠스 안토니우스를 만났다. 그리고 독재관 카이사르의 암살자들과 쉽지 않은 휴전 협정을 맺었다. 그해 3월 17일에 원로원은 이미 암살자들에게 특사령을 내렸으나 안토니우스는 그들 대부분을 로마에서 몰아냈다. 카이사르의 장례식 때 안토니우스는 카이사르의 복수를 외친 로마 시민의 지지를 얻어 암살자들을 몰아냈다. 그러나 안토니우스도 많은 로마 시민과 카이사르 옹호자들의 지지를 잃게 되었는데, 그가 카이사르의 신격화 운동에 가장 먼저 반대하고 나섰기 때문이었다. 옥타비아누스는 자신이 소유하고 있는 카이사르의 재산을 안토니우스에게 양도하겠다고 하였으나 무효가 되었다. 하지만 여름 동안 카이사르 옹호자들의 지원을 얻는 데 성공하였다. 그해 9월 귀족파 출신의 웅변가 마르쿠스 툴리우스 키케로가 연설에서 안토니우스를 원로원의 가장 큰 위험한 인물이라고 역설하며 극단적으로 공격하기 시작하였다. 로마에서 인기가 떨어진 데다가 집정관 임기도 거의 끝나가자 안토니우스는 원래 카이사르의 암살범 가운데 한 명인 데키무스 유니우스 브루투스 알비누스가 다스리다가 안토니우스에게 편입된 갈리아 키살피나를 통제할 모든 권한을 자신에게 일임하는 법안을 통과시키려 하였다. 그동안 옥타비아누스는 카이사르의 전임 병사들로 구성된 자신의 군대를 만들고 있었고, 11월 28일에는 안토니우스 휘하 두 개의 군단을 돈으로 현혹하여 쉽게 격파하였다. 옥타비아누스의 막강한 군사력과 원로원으로부터의 공격 때문에 로마에 있는 것에 위험을 느낀 안토니우스는 갈리아 키살피나로 떠났다.

#### 안토니우스와의 첫 번째 분쟁
데키무스 브루투스가 갈리아 키살피나를 포기하기를 거부하자 안토니우스는 무티나에서 그를 완전히 포위하였다. 원로원에서는 안토니우스의 군사적 행동을 각하하는 법안을 서둘러 통과시켰는데 원로원에는 그에게 대적할 군대가 없었기 때문이다. 이 사건은 이미 군대를 소유하고 있었던 옥타비아누스에게 좋은 기회를 제공해 주었다. 또한 키케로는 안토니우스가 옥타비아누스의 출신에 관하여 조롱하는 것을 비호해 주기도 하였는데 키케로는 “요즘의 젊은이들 중 가장 전통적인 공경심을 지니고 있는 자이다.”라고 말하였다. 키케로는 안토니우스가 옥타비아누스에게 “그대는 그대의 이름에 모든 것을 빚지고 있다.”라고 한 말을 들려주었듯이 이것은 안토니우스의 옥타비아누스에 대한 의견의 정면 반박이었다. 과거 대표적인 반(反)카이사르파 원로원 의원인 키케로가 조작화한 이 동맹으로 원로원은 기원전 43년 1월 1일을 기해 옥타비아누스를 원로원 의원으로 임명하여 그는 전직 집정관들과 같이 투표할 수 있는 권한을 부여받았다. 추가로, 옥타비아누스는 군대의 사령권을 부여받았는데, 이 권한은 옥타비아누스의 군령을 합법적으로 만들었고 곧 옥타비아누스는 당시 집정관이었던 히르티우스, 판사와 함께 무티나의 포위를 풀러 출병하였다.기원전 43년 4월, 안토니우스군은 포룸 갈로룸 전투와 무티나 전투에서 패배하여 안토니우스를 갈리아 트란살피나로 퇴각하게 만들었다. 그러나 두 집정관이 전사하자 옥타비아누스가 그들의 군대까지 지휘할 수 있는 대군의 단독 사령권을 손에 넣었다.
안토니우스를 격파한 옥타비아누스 대신 데키무스 브루투스에게 엄청난 사례금을 준 후, 원로원은 집정관의 직속 군단의 사령권을 데키무스 브루투스에게 주려고 하자, 옥타비아누스는 이에 협조하지 않기로 하였다. 심지어, 옥타비아누스는 포 계곡(Po Valley)에 주둔하면서 안토니우스에 대한 모든 공격적인 대응에 협조하는 것을 거절하였다. 그해 7월, 옥타비아누스 휘하 백인대의 사절이 로마로 들어왔고 히르티우스와 판사가 남긴 집정관의 권한을 자신이 전부 받아야 함을 요구하였다. 옥타비아누스는 안토니우스를 공공의 적으로 천명한 것을 무효화하는 포고문을 발표할 것을 요구하였다. 그러나 이 요구가 거절되자, 그는 4만8천 명의 8개 군단을 이끌고 로마를 행진하였다. 그는 로마에서 아무런 군사적 반대 세력을 만나지 않았고 기원전 43년 8월 19일 옥타비아누스는 집정관으로 임명되었고 친척인 퀸투스 페디우스는 공동 집정관이 되었다. 한편, 안토니우스는 친(親)카이사르파인 마르쿠스 아이밀리우스 레피두스와 동맹을 구축하였다.

### 제2차 삼두 정치

#### 로마 혁명

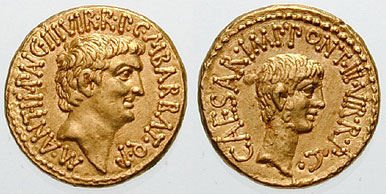
기원전 41년에 제2차 삼두 정치의 탄생을 축하하며 발행된 로마의 화폐 아우레우스에 새겨져 있는 안토니우스(왼쪽)와 옥타비아누스(오른쪽)가 새겨져 있다. 모두 “III VIR R P C”의 문구, 즉 “공화정의 조정을 위한 세 사람 가운데 하나”라고 새겨져 있다.

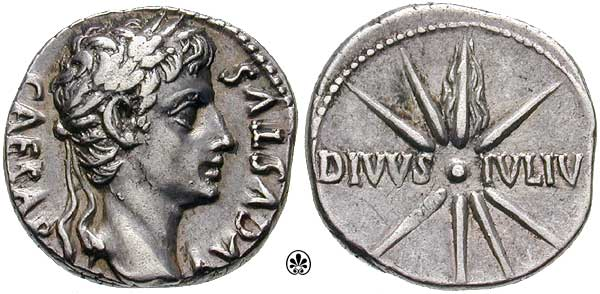
기원전 18년경에 발행된 데나리우스. 앞면에는 카이사르 아우구스투스(CAESAR AVGVSTVS), 뒷면에는 신성한 율리우스(DIVVS IVLIV[S])라고 새겨져 있다.

기원전 43년 10월, 볼로냐 근처에서 열린 회담에서 옥타비아누스, 안토니우스, 레피두스는 군사 독재 체제인 제2차 삼두 정치를 결성하였다. 이 5년간의 명백한 월권 행위는 비공식적이었던 그나이우스 폼페이우스 마그누스, 율리우스 카이사르, 마르쿠스 리키니우스 크라수스의 제1차 삼두 정치와 달리 평민들에게 통과된 법안에 따라 크게 지지받았다. 3명의 집정관은 300명의 원로원 의원과 2,000명의 기사 계급 출신을 범법자로 규정하고 추방 명령을 내렸으며 그들의 재산을 몰수하고 만약 그들이 국외 탈출을 기도하면 그들을 잡아 처형하였다. 세 집정관들은 카이사르의 암살자인 마르쿠스 브루투스, 카시우스 롱기누스와 곧 싸우기 위해 자신들의 병사들의 월급을 올려주어야 했기 때문에 이들은 이에 크게 자극받아 이 법안을 만들었다. 3명의 집정관이 암살자들의 유산과 재산을 몰수하는 동안 암살자들에게 내건 현상금은 로마 시민을 크게 고무시켰다. 세 집정관의 이러한 수단은 암살자들과 친분이 있는 사람뿐만 아니라 더 많은 사람을 숙청하였다. 옥타비아누스는 처음에는 추방 명령법을 제정하는 것에 반대하였는데 추방 명령을 받은 자신의 새 조력자, 키케로의 목숨을 지키고 싶었기 때문이었다. 그러나 안토니우스의 키케로에 대한 증오는 매우 커서 결국 키케로도 숙청의 희생자가 되었다. 많은 수의 공화파 원로원 의원이 죽었고, 3명의 집정관은 자신의 지지자들로 원로원의 빈자리를 채웠다. 20세기의 역사학자 로널드 사임은 이를 로마 혁명(Roman revolution)이라 명명하였는데, 이 사건이 구세대 원로원 의원들을 몰아내고 새로운 정치 세력을 구축하여 뒷날 아우구스투스 시대의 원동력이 되었기 때문이다.
기원전 42년 1월 1일 로마 원로원은 율리우스 카이사르를 신으로 선포하고 ‘신성한 율리우스’(Divus Iulius)라 부르게 하였다. 옥타비아누스는 자신을 ‘신의 아들’(Divi filius')임을 강조하고 자신이 하는 일에 정당성을 확보하였다. 안토니우스와 옥타비아누스는 28개의 군단을 해로로 보내어 그리스에 세력을 모으고 있던 브루투스와 카시우스의 군대와 싸우려 하였다. 기원전 42년 10월 마케도니아의 필리피에서 두 번의 전투를 치르고 난 뒤, 로마군은 승리하고 브루투스와 카시우스는 자살하였다. 마르쿠스 안토니우스는 뒷날 이 전투들의 성과를 이용하여 옥타비아누스를 얕잡아 보이게 하려 하였는데 두 번의 필리피 전투 모두 안토니우스군이 로마군의 승리에 결정적인 역할을 하였기 때문이다. 추가로, 두 번의 승리의 전과를 따지는데, 안토니우스는 아그리파에게 직속 지휘권을 넘겨준 옥타비아누스를 겁쟁이라고 낙인을 찍었다.
필리피 전투 이후, 제2차 삼두 정치의 집정관들 사이에서 새로운 영토 협정이 맺어졌다. 안토니우스는 갈리아를 그리고 옥타비아누스는 이탈리아와 히스파니아를 관장하기로 하였다. 안토니우스는 동쪽의 이집트로 여행을 갔는데 거기서 자신의 상관인 율리우스 카이사르의 옛 정부이자 카이사르의 어린 아들 카이사리온의 어머니 클레오파트라 7세를 만나 동맹을 맺었다. 레피두스는 아프리카 속주로 가게 되었는데 원래 히스파니아로 가게 되었으나 안토니우스가 방해하고 옥타비아누스를 히스파니아로 가게 하였다. 옥타비아누스는 마케도니아 원정 이후 곧 제대할 많은 병사를 정착시키기 위해 일단 이탈리아에 남기로 결정하였다. 이 많은 병사는 과거 브루투스와 카시우스의 공화파 쪽에서 서서 싸운 병사들로 만약 옥타비아누스가 그들을 달래지 않았으면 쉽게 그의 정적들과 연합할 수 있었으나 그는 병사들에게 토지를 지급하였다. 더 이상 병사들의 정착지를 위해 분배해줄 국유지가 없자 옥타비아누스는 양자택일을 해야 했다. 로마 시민의 땅을 몰수하여 시민들을 멀리하는 것 또는 로마의 심장부에서 그에게 대적할 만만치 않은 상대가 될 수 있는 많은 로마 병사를 멀리하는 것이었다. 그리고 옥타비아누스는 전자를 택하였다. 새 정착지를 만들기 위해 18개의 도시가 그 땅으로 사용되었는데 도시에 살고 있던 모든 시민들이나 일부 시민들을 쫓아내 버렸다.

#### 반란과 혼인 동맹

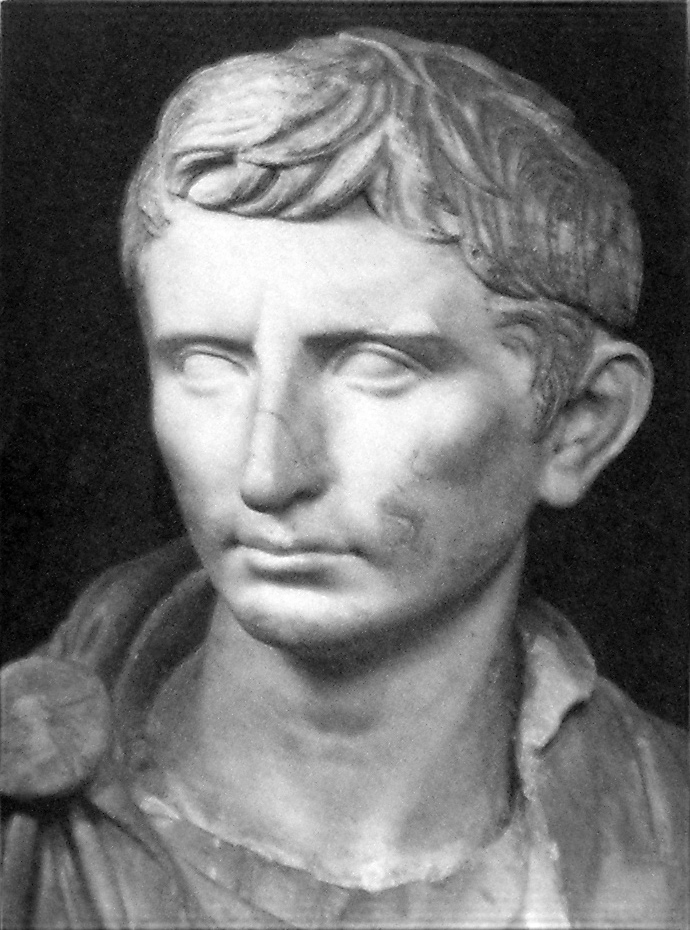
기원전 30년경에 만들어진 옥타비아누스의 상.

옥타비아누스가 추진했던 퇴역병의 정착 계획에 대한 많은 불만으로 인해 루키우스 안토니우스의 당파는 결집하였다. 마르쿠스 안토니우스의 남동생이었던 루키우스 안토니우스는 원로원의 다수에게 지지를 받고 있었다. 한편 옥타비아누스는 풀비아와 그녀의 첫 번째 남편 푸블리우스 클로디우스 풀케르의 딸인 클로디아 풀케라와 이혼하기로 결심하였다. 옥타비아누스와 클로디아의 부부 관계는 진전이 없었고 그는 클로디아를 안토니우스의 아내가 된 장모 풀비아에게 보냈다. 풀비아는 행동을 개시하기 시작하였는데 그녀와 루키우스 안토니우스가 이탈리아에서 병사들을 길러 옥타비아누스를 치려 하였다. 그러나 세 집정관이 로마 병사들의 월급을 마음대로 나눠줄 수 있는 권한이 생기자, 루키우스와 풀비아는 옥타비아누스를 치기 위한 정치적·군사적 도박을 걸었다. 기원전 40년 초, 루키우스와 그의 지지자들은 옥타비아누스의 강력한 응징에 페루시아(지금의 페루지아)에서의 농성을 끝내고 항복하였다. 마르쿠스 안토니우스의 동생이라는 이유로 루키우스와 그의 군사들은 목숨을 부지할 수 있었다. 한편 풀비아는 그리스의 시키온으로 유배되었다. 그러나 옥타비아누스는 루키우스에게 충성하는 많은 지지자에게 자비를 베풀지 않았다. 기원전 40년 3월 15일, 율리우스 카이사르의 기일을 맞아, 옥타비아누스는 300명의 원로원 의원과 기사 계급의 인사를 루키우스와 공조했다는 이유로 처형하였다. 페루시아도 다른 장군들에게 경고하기 위해서 약탈하고 도시에 불을 질렀다. 이 잔인한 사건은 옥타비아누스의 정치 인생을 더럽혔고 아우구스투스 시대의 시인 섹스투스 프로페르티우스 등은 이를 두고두고 비난하였다.
제1차 삼두 정치의 집정관 폼페이우스 마그누스의 아들 섹스투스 폼페이우스는 카이사르가 폼페이우스 마그누스에게 승리한 이래, 아직 로마에 반감을 품고 있었다. 폼페이우스는 기원전 39년에 제2차 삼두 정치의 집정관들과 협정을 맺어 시칠리아와 사르데냐를 가지게 되었다. 안토니우스와 옥타비아누스는 카이사르파가 아닌 공화파 소속의 폼페이우스와의 동맹을 맺기 위해 서로 다투고 있었다. 기원전 40년, 옥타비아누스는 폼페이우스와 일시적으로 동맹을 맺는 데 성공하는데 폼페이우스의 부하이자 사위인 루키우스 스크리보니우스 리보의 딸, 즉 폼페이우스의 외손녀인 스크리보니아와 결혼하였기 때문이다. 스크리보니아는 옥타비아누스의 유일한 적녀인 율리아를 낳았는데 율리아가 태어난 이 날은 옥타비아누스가 스크리보니아와 이혼하고 훗날 로마 제국의 초대 황후가 되는 리비아 드루실라와 재혼한 날이기도 하였다.
이집트에서 안토니우스는 클레오파트라와 불륜을 저지르고 3명의 아이들을 낳았다. 옥타비아누스와의 관계가 계속 악화되자, 안토니우스는 클레오파트라를 떠났다. 기원전 40년에 안토니우스는 옥타비아누스와 대적할 대군을 이끌고 이탈리아로 출항, 브룬디시움에 진을 쳤다. 그러나 안토니우스와 옥타비아누스 모두 싸움을 계속할 수는 없었다. 카이사르파의 중요한 정치적인 지지기반이었던 백인대장들이 싸움을 거부하였고 그들 휘하의 각 병사들은 백인대장을 따라 전투 중지를 원하였다. 한편, 시키온에서는 안토니우스의 부인 풀비아가 급작스럽게 사망했는데 공교롭게도 안토니우스가 그녀를 보기 위해 시키온으로 가던 중이었다. 풀비아의 죽음과 백인대장들의 항명은 두 집정관을 잠정적으로 화해시켰다. 기원전 40년 가을, 옥타비아누스와 안토니우스는 브룬디시움 조약에 서명하였는데 레피두스는 아프리카를, 옥타비아누스는 서방을, 그리고 안토니우스는 동방을 맡기로 하였다. 중부의 이탈리아 반도는 신병들에게 맡겨졌는데 사실 이 조약은 동방의 안토니우스에겐 무용지물이었다. 기원전 40년 말엽, 옥타비아누스는 안토니우스와의 확고한 동맹을 위해 자신의 친누나인 소 옥타비아를 안토니우스에게 시집보냈다. 안토니우스와의 사이에서 옥타비아는 대 안토니아와 소 안토니아 두 명의 딸을 낳았다.

#### 섹스투스 폼페이우스와의 전쟁

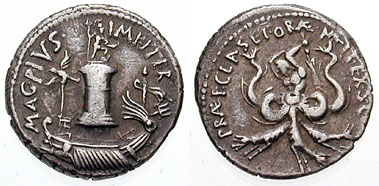
섹스투스 폼페이우스가 옥타비아누스의 함대를 상대로 이긴 것을 기념하여 주조한 데나리우스. 앞에는 옥타비아누스의 함대를 이긴 기함 메시나의 파루스가, 뒤에는 괴물 스킬라가 새겨져 있다.

섹스투스 폼페이우스는 이탈리아 반도와 지중해 간의 군량 수송 거부로 이탈리아의 옥타비아누스를 위협하였는데 폼페이우스의 아들이 해군 사령관으로 임명되어서 이탈리아에 큰 기근의 원인이 되었다. 폼페이우스가 제해권은 가지고 있었기 때문에 많은 사람들이 그를 ‘넵툰의 아들’(Neptuni filius)이라 불렀다. 기원전 39년, 미세눔 조약으로 임시 평화 협정이 맺어졌는데 이탈리아의 해상 봉쇄가 풀리자 옥타비아누스는 폼페이우스에게 사르데냐, 코르시카, 시칠리아와, 펠로폰네소스반도를 내주었다. 그리고 폼페이우스가 기원전 35년에 집정관으로 임명되는 것을 보장해 주었다. 세 명의 집정관과 섹스투스 폼페이우스 간의 영토 협정은 기원전 38년 1월 17일 옥타비아누스가 스크리보니아와 이혼하고 리비아와 재혼하자 균형이 흔들리기 시작하였다. 폼페이우스의 휘하 제독 중 하나가 폼페이우스를 배신하고 옥타비아누스에게 도로 사르데냐와 코르시카를 반환하였다. 그러나 폼페이우스를 공격하려면 안토니우스의 지지가 절대적이었던 옥타비아누스는 협정을 맺어 삼두 정치 체제를 연장하여 기원전 37년부터 시작하여 5년 동안 로마를 공동으로 통치하기로 합의하였다. 옥타비아누스의 지지를 얻은 안토니우스는 파르티아와의 원정을 위해 그의 지지 세력을 확대하였는데 그는 기원전 53년의 카르하이 전투에서의 패배를 복수하고 싶어하였다. 타렌툼(Tarentum)의 협정에서 안토니우스는 옥타비아누스에게 120척의 전함을 주고 옥타비아누스는 2만 명의 군사를 파르티아와 싸우려는 안토니우스에게 보내준다고 약속하였다. 그러나 옥타비아누스는 약속했던 병력의 불과 1/10인 2천 명밖에 보내주지 않았고 이러한 도발은 안토니우스가 6년 뒤 서로 전투에서 마주 대할 때까지 이 일을 두고두고 잊지 않았다 한다.
기원전 36년 옥타비아누스와 레피두스는 섹스투스 폼페이우스를 치기 위해 합동 작전을 개시하였다. 옥타비아누스를 이겼음에도 불구하고 섹스투스 폼페이우스의 함대는 기원전 36년 9월 3일 나우로쿠스 전투에서 아그리파의 군대에게 거의 완파되었다. 섹스투스는 남은 군대를 이끌고 동쪽으로 퇴각하였는데, 그 다음해에 폼페이우스는 안토니우스 휘하의 장군에게 잡혀 처형되었다. 옥타비아누스와 레피두스는 항복한 폼페이우스의 병사를 손에 넣었는데 머지않아 레피두스는 자신이 시칠리아를 다스릴 충분한 능력이 된다 자부하고 옥타비아누스에게 떠나라 명령하였다. 그러나 레피두스의 군대는 자신들이 싸우는 데 지치고 옥타비아누스가 그들을 돈으로 유혹하자 레피두스를 버리고 옥타비아누스에게로 투항하였다. 레피두스는 옥타비아누스에게 항복하고 최고 제사장(pontifex maximus)의 직함을 사용할 수 있도록 허락받았으나 삼두 정치 체제에서 쫓겨나고 공직 생활 역시 끝이 나면서 이탈리아의 카페 키르케이에 있는 장원으로 유배되었다. 로마의 통치권은 이제 서방의 옥타비아누스와 동방의 안토니우스에게로 주어졌고 양분되었다. 공화국의 평화와 안정을 지키기 위해 옥타비아누스는 로마 시민의 재산권을 보장해 주었다. 옥타비아누스가 전역한 병사들에게 이탈리아 외곽에 자리를 잡게 해주는 사이, 과거 폼페이우스의 군대에 참가하기 위해 로마를 떠났던 3만여 명의 노예를 모두 주인에게 돌려주었다. 옥타비아누스는 로마로 돌아오자 자신과 리비아, 옥타비아의 신변 안전의 보장을 원로원에 요청하였다. 그 결과 옥타비아누스와 그의 아내 리비아, 누이인 옥타비아, 딸인 율리아는 주권면제권을 부여받았다.

#### 안토니우스와의 전쟁

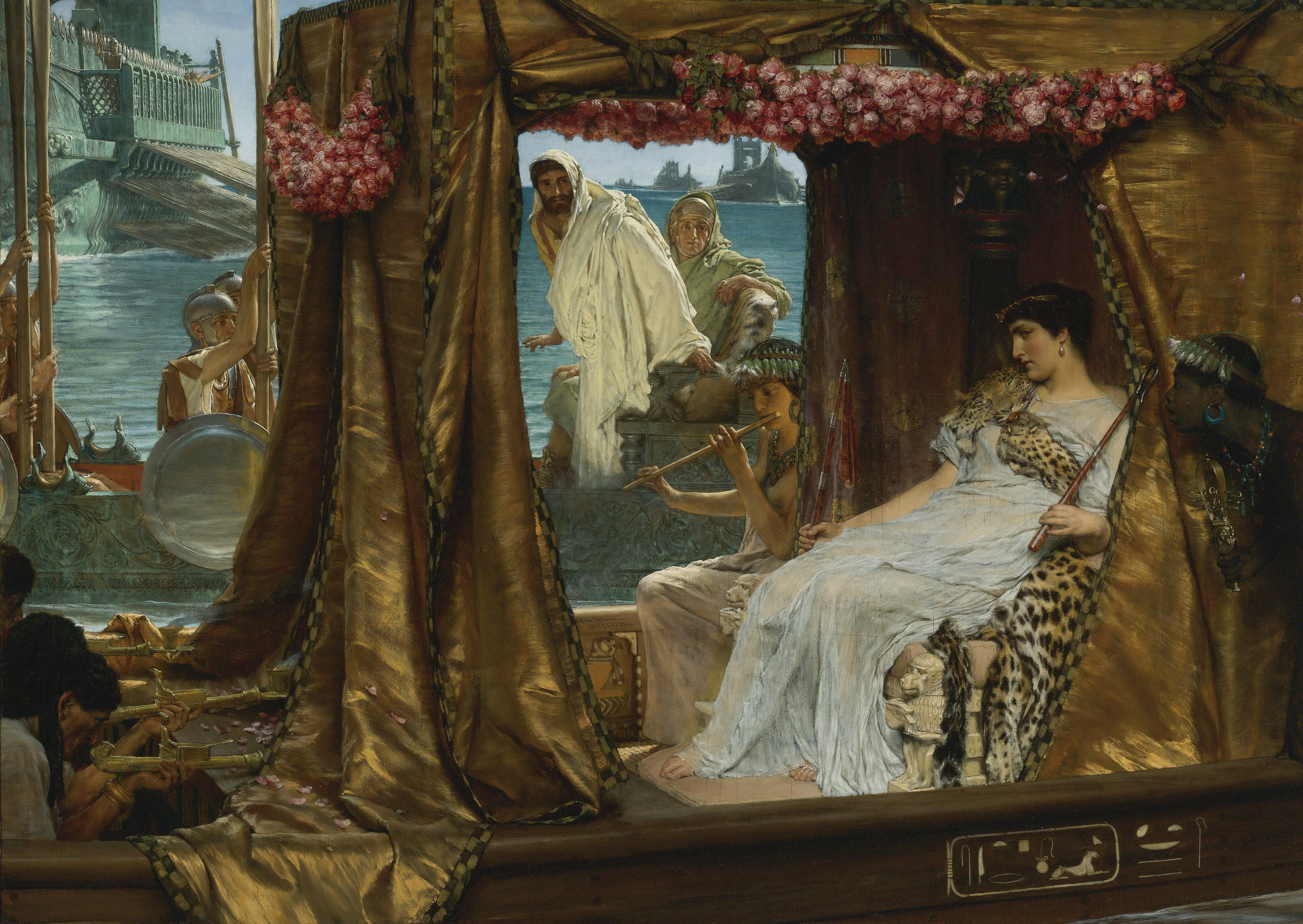
로렌스 알마타데마가 그린 〈안토니우스와 클레오파트라〉

한편 안토니우스의 파르티아 원정은 상황이 매우 좋지 않게 돌아갔다. 비록 옥타비아누스가 2천 명의 군사를 보내주긴 했지만 이는 충분하지 않았고 작전 실패로 인해 지도자로서의 이미지도 추락하였다. 하지만 이미 안토니우스와 결혼한 클레오파트라는 여전히 안토니우스의 군사를 다시 보충할 수 있는 힘을 가지고 있었다. 안토니우스는 전처인 옥타비아를 로마로 돌려보냈다. 비록 안토니우스가 자신의 군사를 재건하여 다시 강대한 세력을 가지려고 계획했더라도 이는 옥타비아누스에게 좋은 명분이 되었다. 안토니우스가 로마인 배우자를 부정하고 동방의 정부와 불륜을 저지르고 있다는 선동을 하였고, 갈수록 안토니우스의 인기는 추락하였다. 기원전 36년 옥타비아누스는 내전이 끝났으니 안토니우스가 삼두 정치 체제의 집정관직을 사퇴하면 자신도 그리할 것이라 하였으나 안토니우스는 이를 거절하였다. 그리고 옥타비아누스는 권모술수로 그의 독재적인 이미지는 감추면서 안토니우스를 더욱 극악하고 독재적인 이미지로 만들려 하였다. 기원전 34년 아르메니아가 로마군의 수중에 넘어가자 안토니우스는 아들 알렉산드로스 헬리오스로 하여금 대아르메니아의 왕 자리에 앉히고 클레오파트라에게는 ‘왕들의 여왕’이란 호칭을 하사하자, 옥타비아누스는 이 사건을 인용하면서 원로원에게 안토니우스가 로마의 권력을 약화시키려는 야망을 지녔다고 주장하였다. 기원전 33년 1월 1일 옥타비아누스가 다시 집정관에 선출되자 그는 원로원 회의에서 안토니우스가 가지고 있는 작위와 자식들이나 친척들 그리고 ‘여왕’인 클레오파트라에게 나눠준 영토 문제에 대해 맹렬한 공격을 퍼붓기 시작하였다. 망명한 전직 집정관, 원로원 의원들은 옥타비아누스의 선동에 불신을 품고 안토니우스의 편에 붙었는데 기원전 32년 가을, 변절한 각료와 원로원 의원들은 다시 안토니우스를 버리고 옥타비아누스에게로 변절하였다. 무나티우스 플란쿠스, 마르쿠스 티티우스와 같은 망명자들은 옥타비아누스에게 안토니우스를 비난하기 위해 원로원의 승인을 받도록 도와주었다. 베스타 처녀의 신전에 폭풍이 불자 옥타비아누스는 수석 사제녀에게 안토니우스의 비밀 유서를 내놓으라 강요하였는데 그 유서에는 로마가 정복한 영토는 자신의 아들들을 왕으로 삼아 다스리게 하고 안토니우스와 클레오파트라가 묻힐 무덤을 알렉산드리아에 호화롭게 건설하라 쓰여 있었다. 기원전 32년 말, 원로원은 안토니우스의 집정관의 권한을 공식적으로 박탈하고 클레오파트라가 다스리고 있는 이집트에 선전 포고하였다.

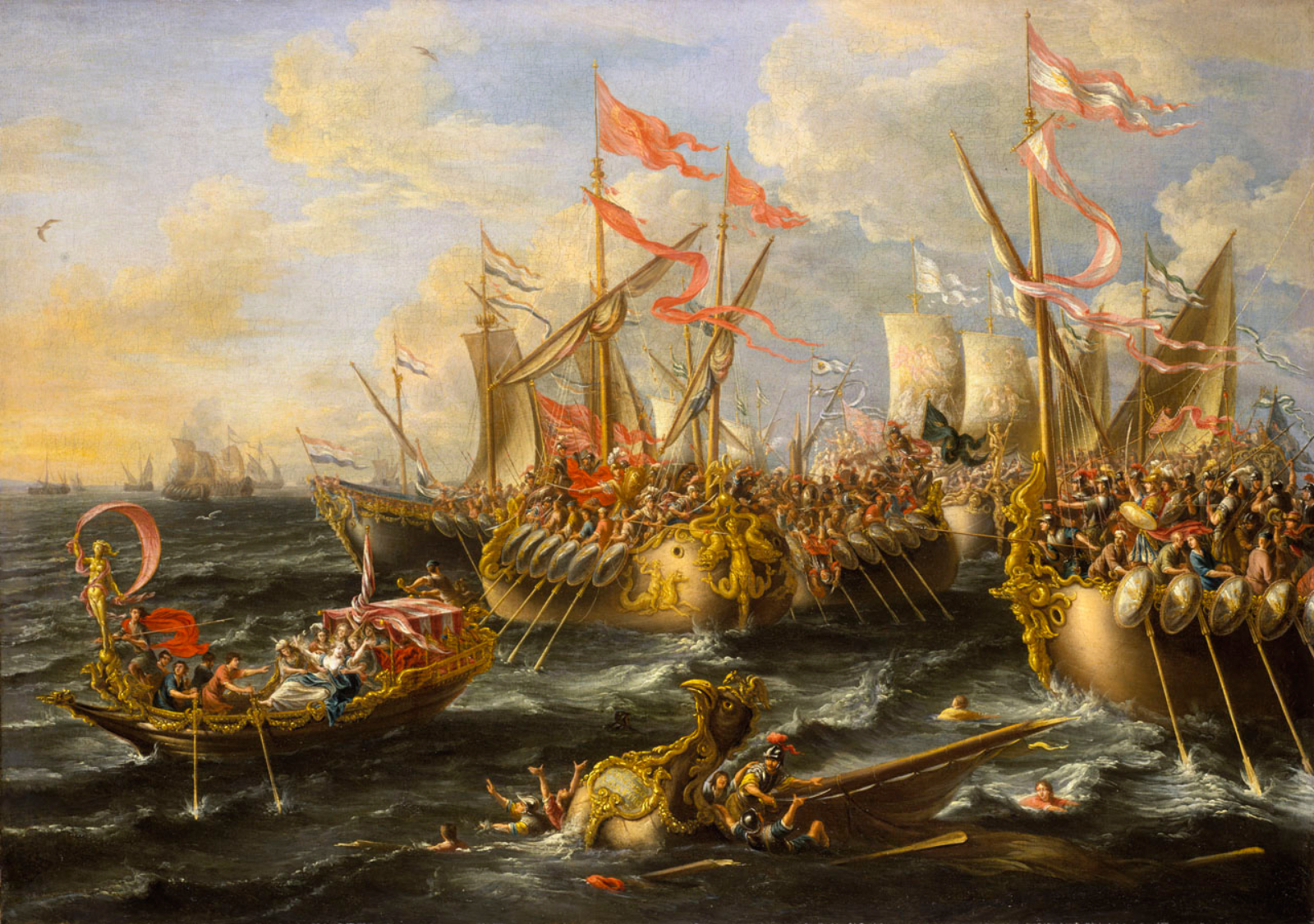
1672년에 로렌조 카스트로가 그린 《악티움 해전》. 런던의 국립 해양 박물관 소장.

기원전 31년 초, 아그리파의 함대가 로마군을 수송하여 아드리아해를 성공적으로 횡단하였고, 옥타비아누스는 곧 벌어질 큰 전투의 예비 단계에서 승리를 거두었다. 한편 아그리파가 안토니우스와 클레오파트라의 본대를 그들의 해상 보급 경로에서 차단하고 옥타비아누스는 케르키라섬 맞은편에 위치한 본토에 도착, 남쪽으로 진군하였다. 바다와 땅 모두에서 막히자, 안토니우스군의 탈영병은 하루가 멀다 하고 계속 옥타비아누스에게 투항하였는데 옥타비아누스군은 전쟁 준비로 휴식이 한창이었기 때문이었다. 안토니우스의 함대는 해상 차단 해제를 기도하기 위해 그리스 서쪽 해안의 악티움만으로 나아갔다. 그곳에는 아그리파와 가이우스 소시우스의 함대가 있었는데 안토니우스의 함대보다 수는 많지만 더 작고 조종하기 쉬운 배로 구성되어 있었다. 그리고 기원전 31년 9월 2일, 악티움 해전이 발발하였다. 안토니우스와 남은 군사들은 근처에 기다리고 있던 클레오파트라의 함대가 막판에 악전고투 끝에 겨우 목숨을 부지할 수 있었다. 옥타비아누스는 그들을 추격하였고 기원전 30년 8월 1일 알렉산드리아에서 옥타비아누스가 다시 한 번 승리를 거두자 패한 안토니우스와 클레오파트라는 자살하였는데, 독사가 클레오파트라를 무는 사이 안토니우스는 자신의 칼로 몸을 찌르고 클레오파트라의 팔 쪽으로 쓰러졌다. 옥타비아누스는 카이사르의 후계자로서의 위치를 잘 이용하여 크게 성공했었기에 다른 사람들이 이를 활용하는 것이 자신에게도 위험하다는 사실을 알고 있었다. “두 명의 카이사르가 있으나 하나로 족하다.”라는 말을 남겼으며, 훗날의 정치 인생을 위해서 안토니우스와 클레오파트라의 아이들은 살려주는 대신에 카이사리온을 죽이도록 명령하였다.
비록 그의 수단은 잔인했지만 마르쿠스 안토니우스는 자신의 상관이자 신격화된 율리우스 카이사르의 양자인 옥타비아누스를 과소평가하였다. 옥타비아누스에 대한 지지가 약해졌어도 ‘신의 아들(Divi filius)’이란 이름으로 자신의 자리를 보전할 수 있었다. 옥타비아누스는 이전에 적들에게 약간의 자비를 베풀어주었고 로마 시민의 호응이 없는 정책을 계속 고수하였으나 악티움 해전 이후 그는 그의 정적들에게 용서를 베풀어 신뢰를 쌓았다.

### 옥타비아누스에서 아우구스투스로
악티움 해전에서 안토니우스와 클레오파트라를 물리친 후에 옥타비아누스는 비공식적이지만 로마 공화국의 최고 권력자가 되었다. 아직 로마는 형식상으로는 공화국이었고 로마 시민은 군주제와 독재라면 진저리를 쳤기 때문에 옥타비아누스는 서두르지 않고 원로원과 로마 시민이 원하는 것들을 맞춰가며 차근차근 권력을 손에 넣었다. 옥타비아누스는 기원전 31년부터 8년간 해마다 집정관의 자리를 맡았다. 그중 기원전 28년과 기원전 27년은 아그리파가 동료 집정관이었다. 기원전 27년에 옥타비아누스는 내전이 종결되었으므로 자신에게 위임된 비정규적 특권을 원로원과 로마 시민에게 반납한다고 선언하였다. 이로써 로마는 다시 명목상으로는 이전의 공화국 시절의 정치 체제로 회귀한 것처럼 보였다. 로마 원로원은 옥타비아누스에게 “존엄한 자”라는 뜻의 "아우구스투스"라는 칭호를 수여한다.

#### 황제 아우구스투스

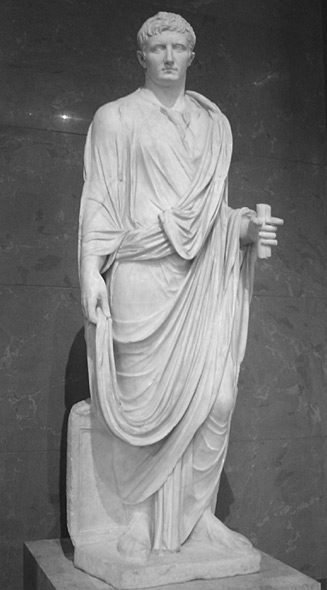
아우구스투스의 동상. 머리 부분은 기원전 30년~기원전 20년경에 제작되었고, 몸통은 2세기에 제작되었다.

기원전 29년에 원로원은 옥타비아누스에게 제일인자라는 뜻의 국가 제1시민(princeps civitatis)라는 칭호를 부여했다. 흔히 '프린켑스'라고만 쓰는 이 칭호는 공화국 시대에 지도급 원로원 의원으로 인정받은 집정관 역임자이자 높은 위신과 덕망을 지닌 자를 뜻했다. 이 칭호는 실제로 스키피오 아프리카누스, 폼페이우스에게도 수여된 전례가 있었다. 하지만 옥타비아누스에게 이 칭호는 제정으로 나아가고 있던 현실 속에서 로마의 최고 책임자라는 것을 반영한다.
아우구스투스는 기원전 27년에 내전을 종식시키기 위해 위임받았던 여러 특권을 원로원에 되돌려주겠다고 발표했지만 아우구스투스는 여전히 집정관이었고, 원로원은 아우구스투스가 갖고 있는 금화, 은화 발행권을 되찾아올 만한 힘이 없었다. 또한 직접적으로 속주와 군대를 다스리지는 않았지만, 여전히 로마 제국의 병사들에게 강한 지지를 얻고 있었다. 또한 아우구스투스의 후원에 힘입어 출세한 많은 지지자, 피보호자, 어마어마한 부는 로마의 그 누구와도 비교할 수 없는 경지에 이르렀다.
대중은 엄청난 양의 부를 아우구스투스가 통제하고 있다는 사실을 제대로 알고 있지 못했다. 아우구스투스는 원로원 의원들에게 공공건물 건설과 가도 유지·보수에 자발적으로 기여해줄 것을 요청했지만 기대만큼 잘 진행되지 않았다. 기원전 20년에 아우구스투스는 직접 가도 건설에 나섰다. 기원전 16년에 발행된 화폐에는 아우구스투스가 막대한 양의 돈을 공공기금에 기부한 후 이루어낸 가도 건설을 선전하였다.
하지만 역사학자인 하워드 스컬러드(Howard Scullard)에 따르면 아우구스투스의 진정한 권력은 군대와 “최종 결제권”으로부터 나왔다고 한다. 원로원은 내전을 종결시킨 아우구스투스에게 속주의 통치를 맡아 달라고 간청했는데, 이 요청은 아우구스투스가 초법적인 권한을 갖는 것을 원로원이 사실상 승인한 것이다. 아우구스투스는 원로원에 출석하면서 계속해서 공직을 수행하였으며 10년 기한의 속주 통치 권한을 마지못해 수락하는 척하였다. 아우구스투스가 통치하게 된 속주들은 갈리아, 히스파니아, 시리아, 킬리키아, 키프로스, 이집트 등 로마에 정복된 지 얼마 되지 않은 속주들이었다. 아우구스투스가 집정관일 때, 자신이 통치하는 속주에 파견할 총독을 임명할 수 있는 권한을 원로원으로부터 부여받는다. 반면 옥타비아누스가 통치하지 않는 “원로원령 속주”의 경우 원로원에서 임명한 총독이 다스렸다. 속주와 군단에 대한 통치권을 얻어내었기 때문에 아우구스투스의 권력은 점점 더 강해졌다. 하지만 아직 압도적으로 권력을 독점하지는 않았다. 고대 로마의 중요한 식량 생산지였던 아프리카 속주의 경우 원로원에서 파견한 총독이 여전히 통치하고 있었으며, 시칠리아 속주 및 갈리아 나르보넨시스 속주 등 여러 속주는 원로원에서 임명한 총독이 통치하였다. 하지만 그리 많지 않은 수의 속주만 원로원에서 임명한 전직 집정관 출신의 총독이 다스렸으며, 나머지 지역은 아우구스투스가 임명한 총독이 다스렸기 때문에 원로원은 아우구스투스에게 감히 대적할 만한 여력이 없었다. 광활하고 지리적으로 먼 '황제령' 속주에는 대다수 군단들이 주둔하고 있었으며, 아우구스투스는 집정관과 법무관급 레가투스를 임명하고 자신의 재량으로 선전포고와 강화를 할 수 있는 권한이 있었다.

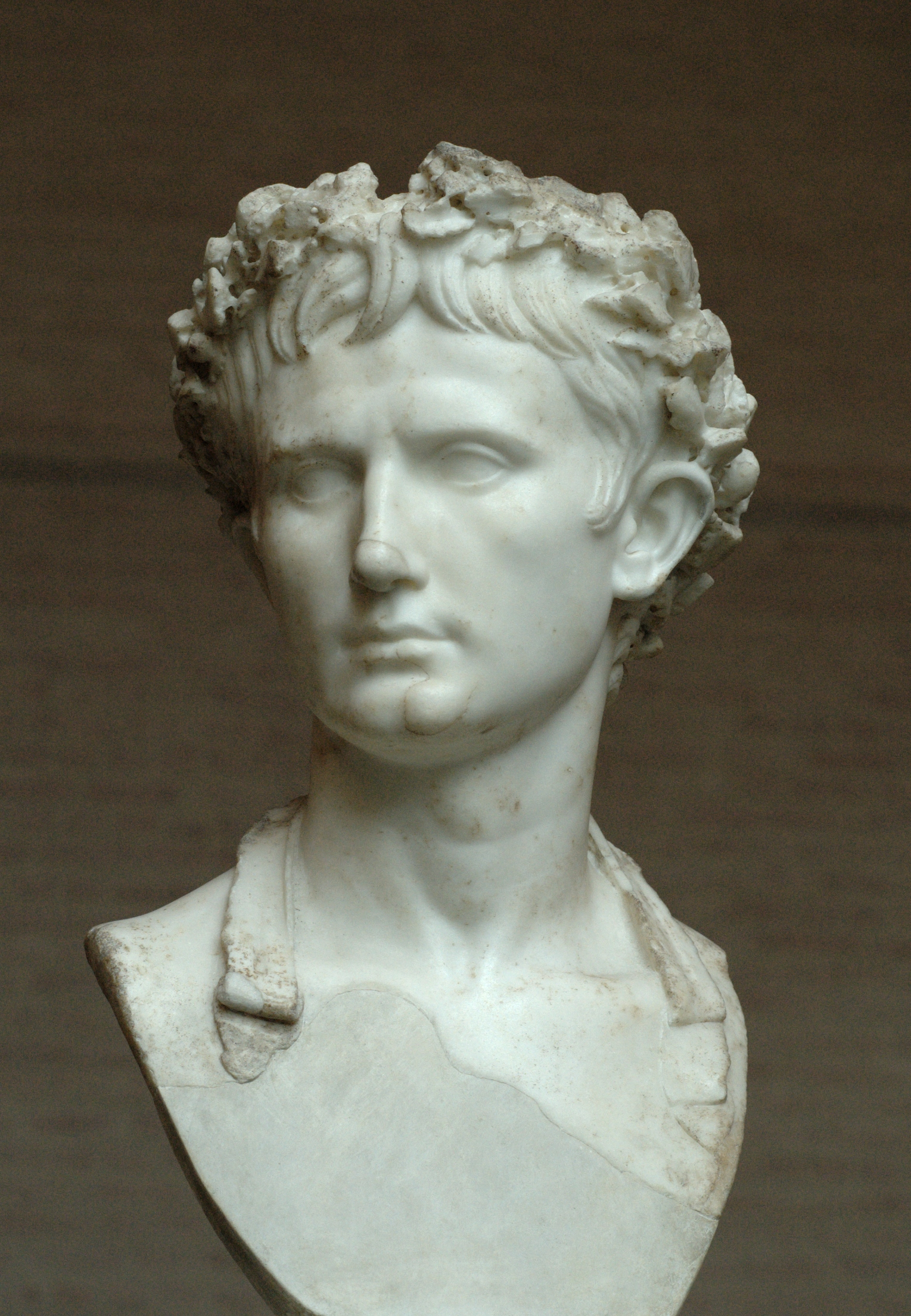
시민관을 쓴 아우구스투스의 흉상

원로원 의원들은 감격하였고, 옥타비아누스에게 “존엄한 자”라는 뜻의 "아우구스투스"라는 칭호를 수여하였다. 이와 더불어 아우구스투스의 집 출입구의 위쪽에 시민관(corona civica)을 걸고 출입구의 양쪽 기둥을 월계수 묘목 장식으로 뒤덮었다. 또한 아우구스투스가 황금 방패에 공화정을 복귀시켰다는 사실을 새겨 원로원 의사당에 안치하였다. 이 칭호는 정치적이라기보다는 종교적인 색채가 강하였다. 신의 아들(divi filius, 즉 카이사르의 아들)이라는 지위와 더불어 ‘길조’를 뜻하는 ‘아우구스투스’라는 이름에는 초자연적인 힘이 함축되어 있었는데, 로물루스가 엄숙한 징조(augusto augurio)를 보고 로마를 창건했기 때문이었다. 여기서 그는 제2의 창건자로서 또 다른 로물루스로 인정되었다고 볼 수 있었을 것이다. 이를 통해 평화로운 “아우구스투스의 시대”를 내전 등 끔찍한 사건을 겪었던 “옥타비아누스의 시대”와 차별화할 수 있었다. 옥타비아누스가 로마의 제2의 건국자임을 상징하기 위해서 로마의 건국자인 로물루스와 레무스에서 따온 “로물루스”라는 칭호도 고려되었지만 로물루스라는 칭호는 왕정을 연상시켰기 때문에 결국에는 “아우구스투스”를 선택한다. 아우구스투스는 또한 자기 자신을 “신군 카이사르의 아들인 임페라토르”(Imperator Caesar divi filius)이라 칭했다. 이는 자신이 신군 율리우스 카이사르의 양자라는 것과, 승리를 상징하는 “임페라토르”라는 칭호를 사용하여 자신을 과시하기 위한 것이었다. 하지만 율리우스 카이사르가 받았던 특권인 보라색의 토가를 입을 수 있는 권리, 권위를 상징하는 머리띠와 홀을 쓸 수 있는 권리는 받지 않았다.

#### 호민관 특권
기원전 23년 아우구스투스의 동료 집정관이었던 테렌티우스 바로 무레나(Terentius Varro Murena)가 아우구스투스에 대항하려 한다. 그 방식은 정확하게 전해지고 있지 않으나 무레나는 임기를 마치지 못하고 칼푸르니우스 피소(Calpurnius Piso)가 그 자리를 대신하게 된다. 피소는 널리 알려진 공화정 지지자였는데, 아우구스투스는 동료 집정관과 협력하면서 파벌에 관계없이 모든 이들과 협력하여 국정을 운영하고자 하는 모습을 보여주었다. 늦봄에 아우구스투스는 자칫하면 죽을 수 있었던 정도로 심하게 병을 앓았고, 사람들은 아우구스투스가 친구인 아그리파에게 자신의 인장을 넘기고 사위인 마르켈루스에게 병권을 위임할 것이라 생각했다. 하지만 아우구스투스는 자신의 인장과, 관리하고 있던 공금 및 군단 통제권을 동료 집정관인 피소에게 위임했다. 이러한 행동은 아우구스투스가 사실상의 황제라고 믿고 있던 사람들에게는 놀라운 일이었고, 원로원은 아우구스투스가 제정으로 나아가고 있다는 의심을 잠시 거둔다. 아우구스투스는 사유 재산만 자신이 지목한 상속자들에게 수여하려 했다. 당시 로마의 시민들은 여전히 군주정을 좋게 보지 않았기 때문에 아우구스투스가 만약 권력을 자신이 지명한 후계자에게 물려주려 했다면 반란이 일어났을 것이다.

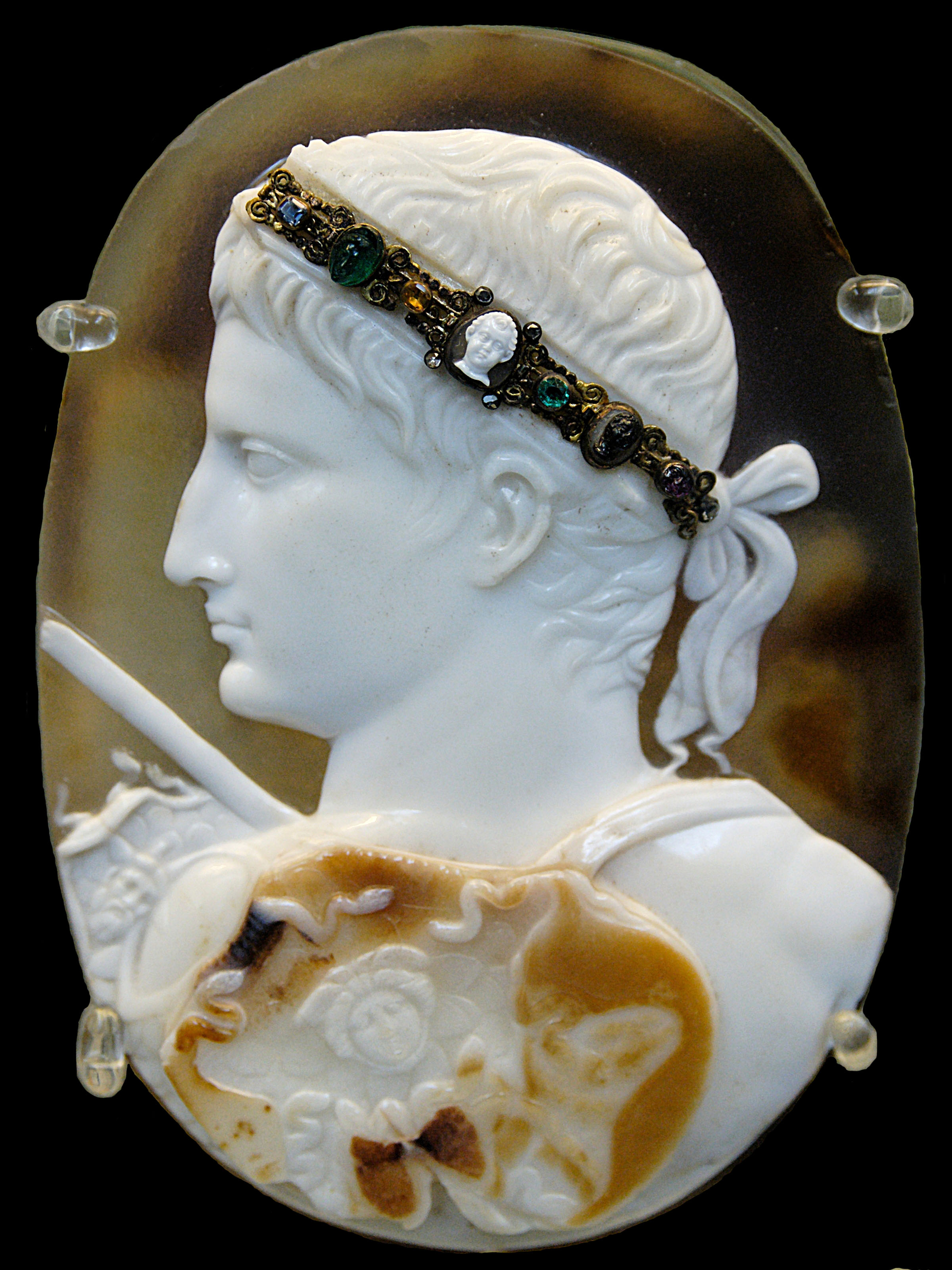
서기 14년 ~ 20년경에 만들어진 시민관을 쓴 아우구스투스. 마노 세공으로 되어 있다.

건강을 회복한 후 아우구스투스는 집정관 직에서 사임한다. 이후 아우구스투스가 집정관에 선출된 것은 기원전 5년과 기원전 2년뿐이다. 하지만 군 통수권은 여전히 원로원의 요청으로 지니고 있었다. 아우구스투스는 집정관직에서 사임하여 구 귀족들에게 집정관 자리에 오를 기회를 늘려 주었으며, 전통적인 공화주의자들의 우려를 불식시켰다.(계속 집정관직을 보유하는 것이 마리우스나 카이사르의 행적과 너무나 비슷했기 때문이다.) 아우구스투스는 공직에 종사하지는 않았지만 여전히 전직 집정관으로 속주 통치에 큰 영향력을 발휘하였다. 또 그는 기원전 27년부터 황제령 속주에 전임 집정관의 명령권(proconsulare imperium)을 계속 보유했을 뿐 아니라, 그것이 오히려 원로원령 속주의 명령권보다 더 우위에 있는 상급 임페리움(maius imperium)까지 얻게 되어 권한이 강화되었다. 그리하여 다른 속주 총독들 위해 군림하고 필요한 경우 모든 군단에 대한 명령권을 행사할 수 있게 했다. 또한 아우구스투스는 “호민관 특권”을 부여받았으며 이를 죽을 때까지 행사했다. 아우구스투스는 율리우스 카이사르의 양자가 되면서 귀족 계급으로서 호민관에 취임할 수는 없었다. 하지만 호민관 특권을 손에 넣어 거부권 행사, 선거 관리, 모든 모임에서 제일 먼저 발언할 수 있게 되었다. 아우구스투스의 호민관 특권을 활용하여 풍기 단속을 담당하고 시민들이 공익을 보존하는지 자세히 감찰하는 역할도 하였으며 그리고 인구 조사와 원로원의 의원을 정할 수 있는 권한도 가지게 되었다. 이 권한까지 손에 넣자 아우구스투스는 포룸에 들어올 때 전통 복장 토가를 입지 않은 사람들은 들어올 수 없게 하여 로마 애국주의의 미덕을 지키려 하였다. 고대 로마의 공화정 체제에서는 아우구스투스처럼 감찰관에 선출된 적도 없던 사람이 이런 권한을 갖는 것과 한 사람이 호민관 특권과 감찰권을 동시에 가지고 있던 전례가 없었다. 이전에 율리우스 카이사르가 비슷한 권한을 가졌지만 인구 조사를 시행하거나 원로원 의원 명단을 좌지우지하지는 못했다. 공화정 시대와 비교해서 호민관의 위상은 격하되었다. 하지만 아우구스투스는 호민관을 여전히 법무관이 되고자 하는 평민 계급이 거쳐야 하는 중요한 단계로의 의미는 살려둔다.

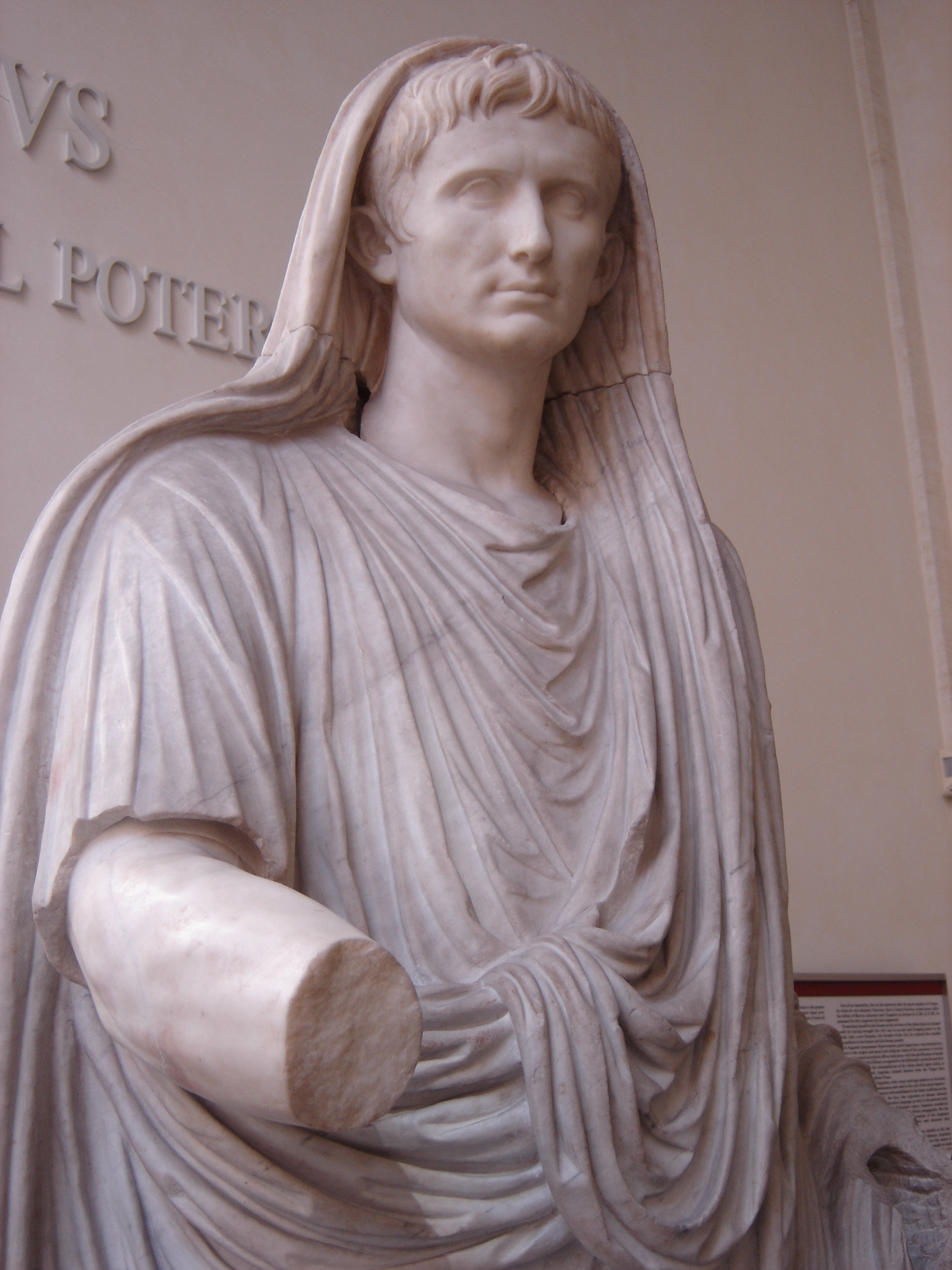
폰티펙스 막시무스(최고 제사장)의 복장을 한 아우구스투스의 상.

아우구스투스는 또한 군 통수권도 손에 넣는다. 이는 이전에는 집정관이나 권한을 위임 받은 장군들만이 가지고 있던 권리였지만, 이후에는 아우구스투스만 이를 사용할 수 있었다. 아우구스투스만이 가지고 있던 “절대 지휘권”은 오직 아우구스투스만이 명목상 로마군의 최고 통수권자의 자격으로 개선식을 할 수 있게 되었다. 그 결과로 아우구스투스가 임명한 장군들이 전선에서 승리를 거두면 그 영예는 아우구스투스에게 돌아갔다. 아우구스투스의 의붓아들이었던 티베리우스가 유일한 예외였다. 티베리우스는 기원전 7년에 게르마니아에서의 공적으로 개선식을 거행한다. 아우구스투스는 갖고 있던 절대 지휘권은 기원전 13년에 기한 연장 승인을 받았다. 이 승인을 기다리는 동안 아우구스투스는 로마에 머무르면서 퇴역 장병들의 지지를 얻기 위해 이들에게 아낌없이 선심을 베푼다.
앞에서 언급한 권한들의 획득은 정치적으로 매우 미묘한 위장이었다. 평민 계급이 그 의미를 제대로 이해하지 못한 데서 이를 미루어 알 수 있다. 기원전 22년에 홍수와 기근이 겹쳐서 일반 서민들의 생활이 힘들어졌다. 이들은 아우구스투스에게 영구 집정관직 혹은 독재관직을 부여할 것과 그가 직접 감찰관직을 맡아 곡물 담당관직(cura annonae)를 맡아줄것을 강력하게 요구했다. 아우구스투스는 독재관에 취임하지는 않았지만 사태를 해결하기 위해 자비를 부담하여 짧은 시간 내에 사태를 해결하였다. 8년에 다시 발생한 기근 때에는 “식량청 장관”(라틴어: praefectus annonae)이라는 관직을 신설하여 로마의 식량 공급을 책임지게 하였다. 기원전 19년에 원로원은 민중의 분노를 사지 않으려고 아우구스투스가 집정관의 상징을 공적인 자리에서 사용하는 권리와 두 집정관의 사이에 앉을 수 있는 권리를 허락했다. 그 결과권력은 공식적으로도 집정관에 취임하지 않더라도 집정관처럼 영향력을 행사할 수 있는 단계에 도달하였다.
기원전 12년에는 최고 제사장(폰티펙스 막시무스)이었던 레피두스가 죽은 후에 그 자리에 취임한다. 최고 제사장은 종신제인 데다가 단 한 명만 될 수 있는 직책이었다. 기원전 2년에는 원로원과 로마 시민로부터 “국부”(라틴어: pater patriae)라는 칭호를 부여받는다.

### 대외 정책과 군사 작전

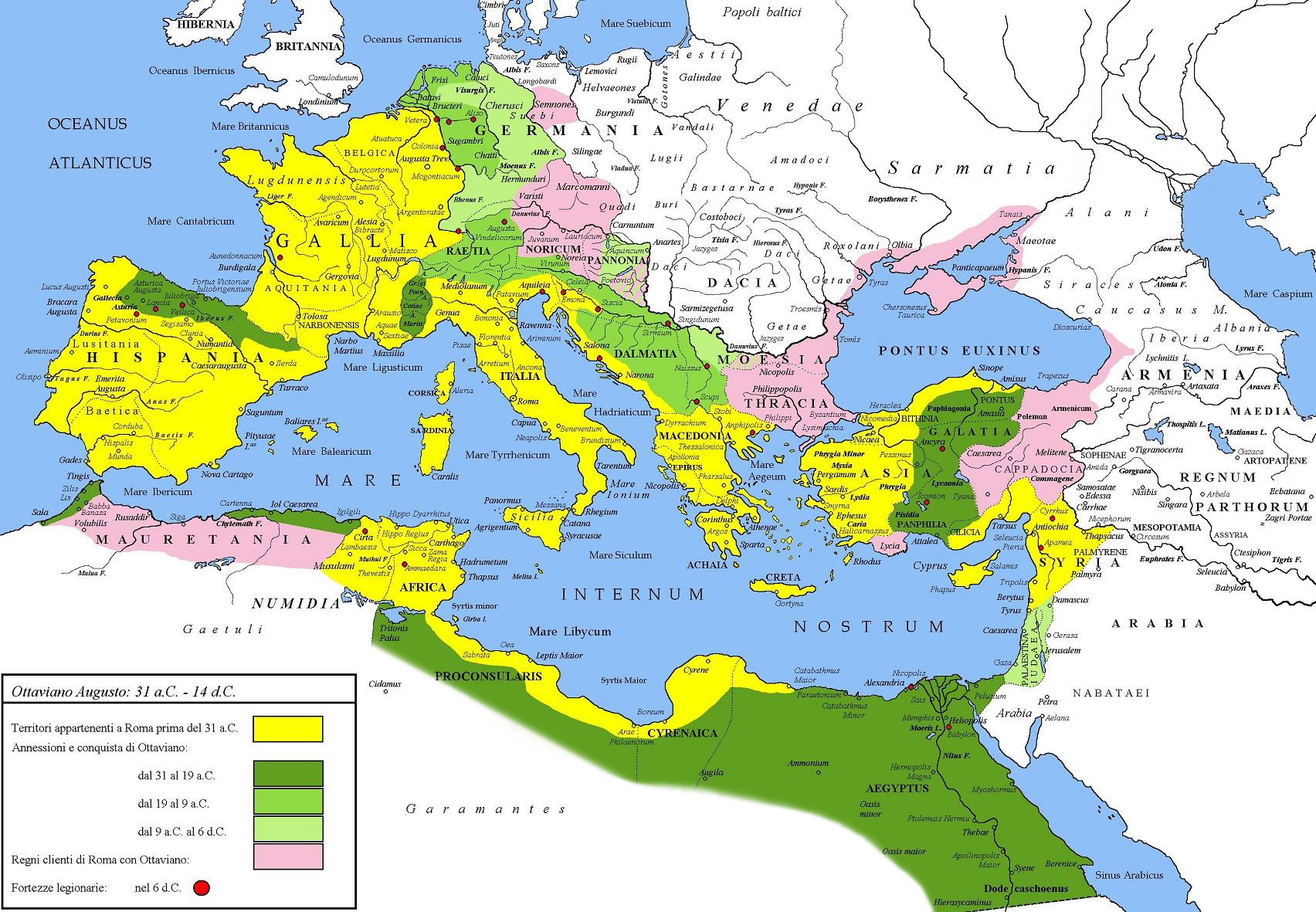
아우구스투스 시대에 확장된 영토. 노란색 부분은 기원전 31년 당시의 로마의 영토이다. 녹색 부분은 아우구스투스 통치 기간 동안 얻은 지역이며, 분홍색은 동맹국을 의미한다.

아우구스투스는 자신의 이미지를 승리와 연결시키기 위해 자신의 칭호에 개선장군을 뜻하는 “임페라토르”를 집어넣어 “신군 카이사르의 아들인 임페라토르 아우구스투스”(라틴어: Imperator Caesar Divi Filius Augustus)라 하였다. 이후 13년까지 로마군은 아우구스투스가 “임페라토르”라고 불릴 만한 21회가량의 큰 승리를 거두었고 3회의 정식 개선식을 거행하였다. 아우구스투스는 《아우구스투스 업적록》의 제4장에 이러한 군사적 성공으로 치른 개선식, 감사제 등에 대해 서술하였다. 아우구스투스 시대에는 무력으로 점령한 지역도 적지 않았으며, 외교도 적절히 사용하였다. 한 예로 크라수스가 파르티아와의 전쟁에서 당했던 대패(大敗)를 직접적인 전쟁을 통해 만회하는 대신, 대아르메니아 왕국에 친(親)로마 성향의 인물을 왕위에 앉힌 후에 파르티아를 압박하여 이를 외교적으로 해결할 수 있었다.

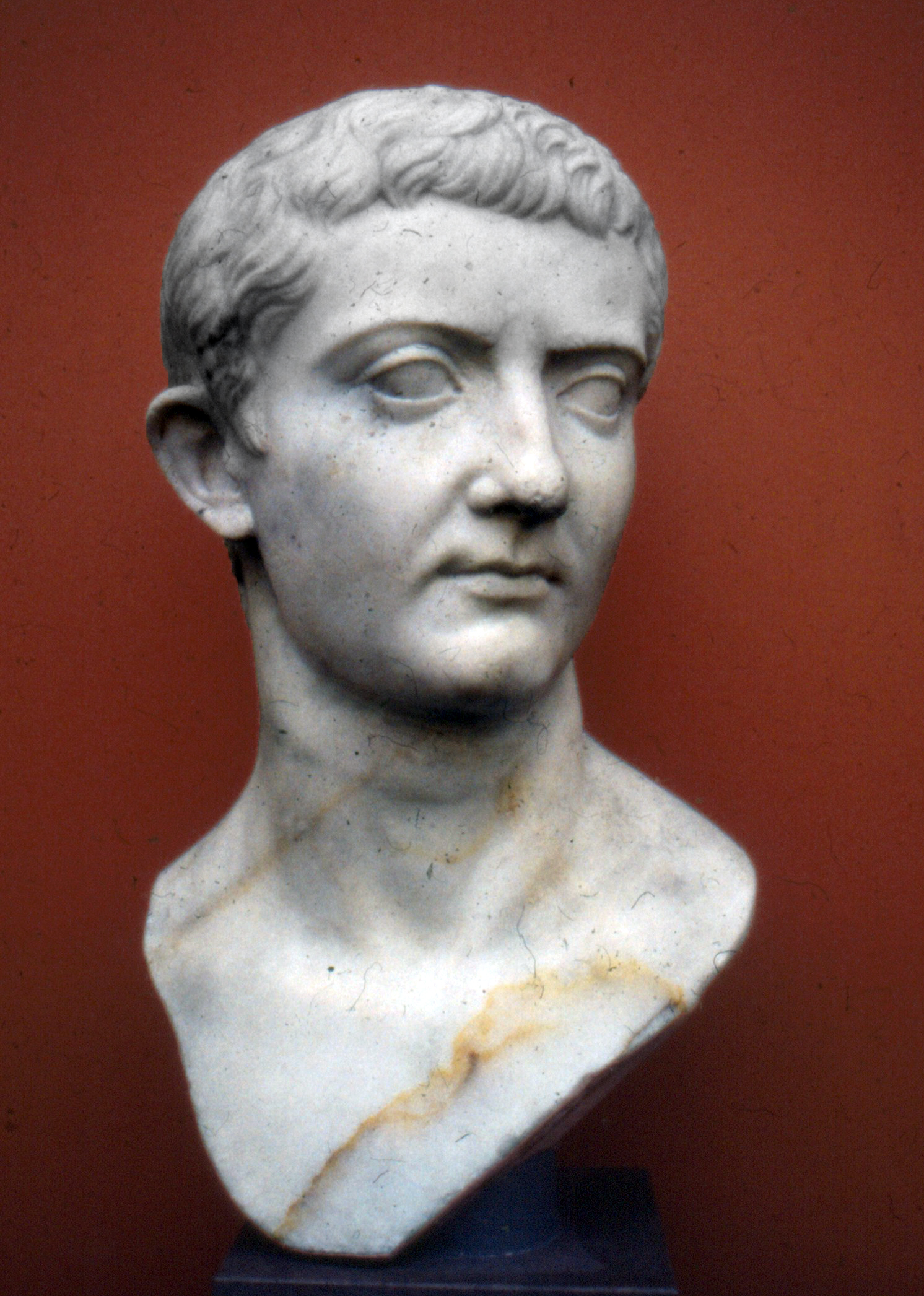
티베리우스의 흉상. 아우구스투스의 가장 유능한 지휘관 중 하나였다.

아우구스투스는 히스파니아의 북부, 알프스 지역의 라이티아와 노리쿰, 일리리쿰, 판노니아 등을 정복하였다. 기원전 25년에는 왕이 후계자도 남기지 않고 죽은 갈라티아를 전쟁을 벌이지 않고 로마의 속주로 만들었다. 또한, 오늘날 스페인의 칸타브리아 지방에서 일어난 반란을 기원전 19년에 최종적으로 진압하였으며 이 지역은 히스파니아 타라코넨시스 속주와 루시타니아 속주에 편입된다. 이 지역에서 채굴되는 풍부한 광물 자원은 이후 군자금의 원천이 된다. 대표적인 곳으로 라스 메둘라스의 풍부한 금광이 있다. 기원전 17년과 16년에 일리리쿰 총독 푸블리우스 실리우스 네르바가 알프스 산악 지역의 노리쿰(오늘날의 티롤, 스티리아, 잘츠부르크)에 정복 사업을 개시하여, 황제의 의붓 아들 티베리우스 클라우디우스 네로와 네로 클라우디우스 드루수스가 완수했다. 그 결과 이탈리아 반도와 게르마니아 사이에 군사적 완충 지대가 생겼다. 지금의 모나코 근교에 알프스 전승기념비가 세워졌고 호라티우스는 이 승리를 예찬하는 시를 지었다. 기원전 12년에는 알프스 근방에서 군사 행동을 재개하였고, 의붓아들인 티베리우스와 드루수스 형제가 이끄는 군대가 각각 일리리쿰에서 판노니아족, 동부 라인란트에서 게르만족을 공격하였다. 작전은 성공을 거두었고 기원전 9년에 드루수스가 이끄는 군대는 엘베강에 도달했다. 하지만 얼마 후 드루수스는 낙마하여 죽었고 티베리우스는 동생의 유해를 로마로 송환하였다.

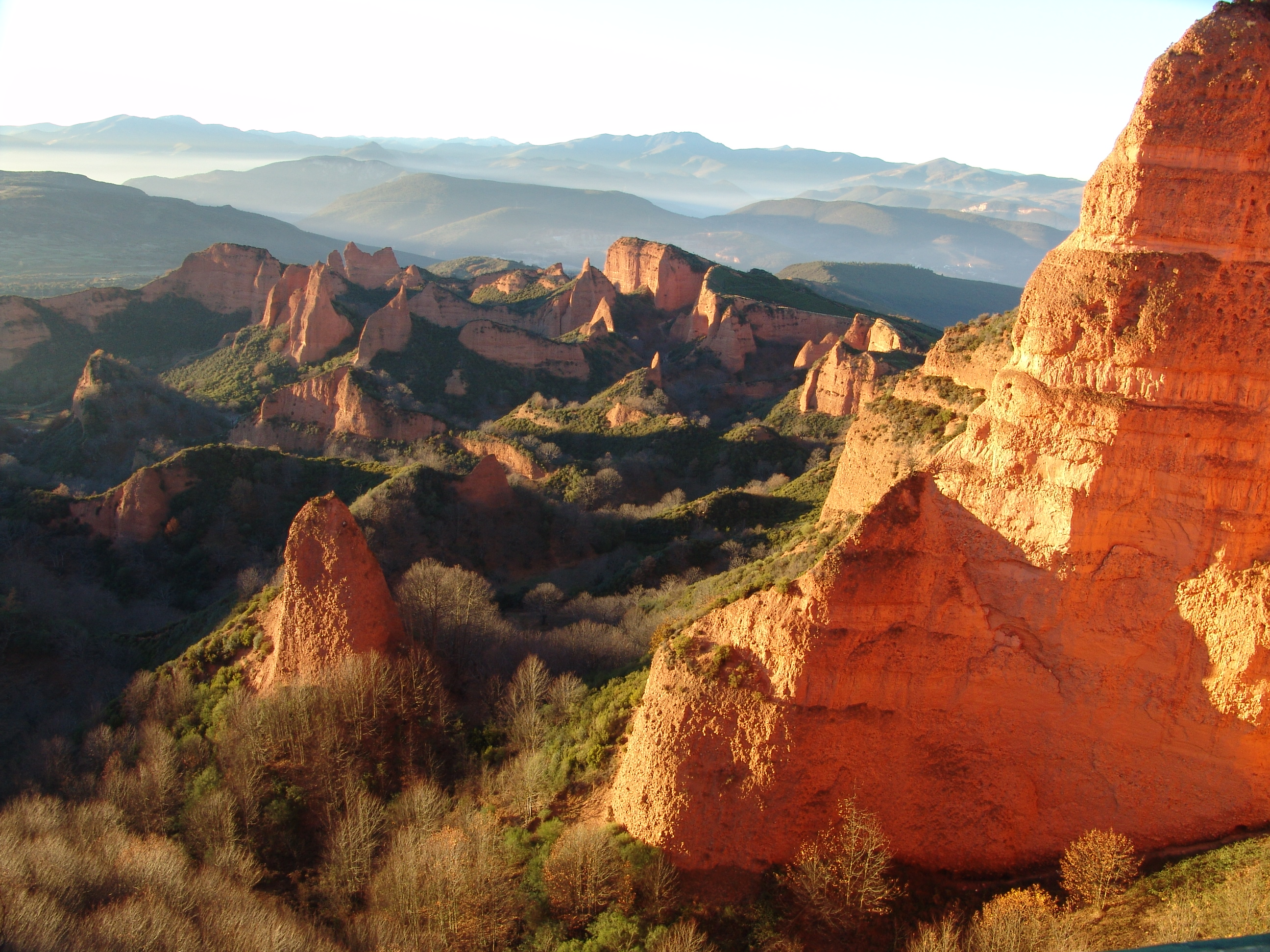
라스 메둘라스의 금광

아우구스투스는 로마 제국의 동방을 파르티아의 위협으로부터 보호하기 위해 여러 동맹국을 완충 지대로 적극 활용하였다. 동방 방위를 위해 시리아 속주에 군단을 주둔시켰으며, 티베리우스가 파르티아와 교섭을 하였다. 이 협상의 결과로 로마는 기원전 53년에 크라수스가 파르티아에 대패를 당했을 때 빼앗겼던 군단기(軍團旗)를 되찾을 수 있었다. 티베리우스는 대아르메니아 왕국의 티그란 5세를 왕위에 복위시키기도 했다.
파르티아가 언제나 위협적인 상대이기는 했지만, 실제 전쟁은 게르만족을 상대로 대부분 라인강, 도나우강 근교에서 벌어졌다. 안토니우스와 최종 전투를 벌이기 전에 달마티아의 부족들과 벌였던 전쟁 이후 로마군은 착실히 도나우강을 향해 진격하기 시작했다. 하지만 여러 차례 전쟁에서 승리했음에도 불구하고 게르마니아 지역은 로마화하는 데 실패하였다. 서기 9년에 토이토부르크 숲에서 당한 참패가 이를 상징적으로 보여주는 사건이다. 게르마니아의 총독인 바루스가 이끄는 3개 군단이 케루스키족 출신의 아르미니우스가 이끄는 게르만족에게 전멸한다. 아우구스투스는 사태를 수습하려 했고, 티베리우스는 이후 여러 차례 라인란트로 진격하여 승리를 거두었다. 하지만 아우구스투스의 죽은 후에 계승자인 티베리우스는 게르마니아에서 철수하기로 결정하였고, 이후 로마군은 라인강과 도나우강을 주 방어선으로 삼아 방위 체계를 구축한다.

### 죽음과 후계 문제
기원전 23년의 자신에 대한 암살 음모가 발각되고, 건강이 크게 악화되자 아우구스투스는 후계자 선정이라는 화급한 문제에 관심을 쏟게 된다. 아우구스투스는 정치 체제의 안정을 위해 후계자를 물색하기 시작하였다. 그리고 자신의 후계자로 점찍은 이를 대중에게 알리려 하였다. 로마의 시민들, 특히 원로원 계급이 갖고 있는 군주제에 대한 공포심을 자극하지 않도록 조심스럽게 이를 추진한다. 기원전 25년에 아우구스투스는 누나의 아들인 마르켈루스와 자신의 딸인 율리아를 결혼시켰다. 하지만 마르켈루스는 기원전 23년에 20살의 나이로 사망한다. 16살의 나이에 미망인이 된 율리아를 아우구스투스는 아그리파와 혼인시켰다. 아그리파 부부는 아들 셋, 딸 둘, 총 다섯 명의 아이를 낳았다. 얼마 후, 아그리파는 5년 기한으로 전권을 부여받아 제국의 동방을 담당하게 되었고, 이와 함께 아우구스투스만 가지고 있었던 “호민관 특권”도 부여받았다.
아우구스투스는 외손자인 가이우스 카이사르와 루키우스 카이사르를 후계자로 삼기 위해 양자로 삼는다. 이 두 사람은 아우구스투스의 배려로 기원전 5년과 기원전 2년부터 정치적 경력을 쌓기 시작하였다. 아우구스투스는 리비아가 데려온 의붓아들인 티베리우스와 드루수스 형제도 아꼈다. 드루수스는 아우구스투스의 조카인 안토니아와 결혼했으며, 기원전 12년에 아그리파가 죽고 나서는 티베리우스 부부를 이혼시킨 후 티베리우스를 미망인이 된 율리아와 결혼시켰다. 하지만 드루수스는 기원전 9년에 게르마니아에서 사망하고, 티베리우스는 기원전 6년부터 로마 제국의 통치를 분담하였지만 얼마 후 로도스섬으로 은퇴해 버린다.

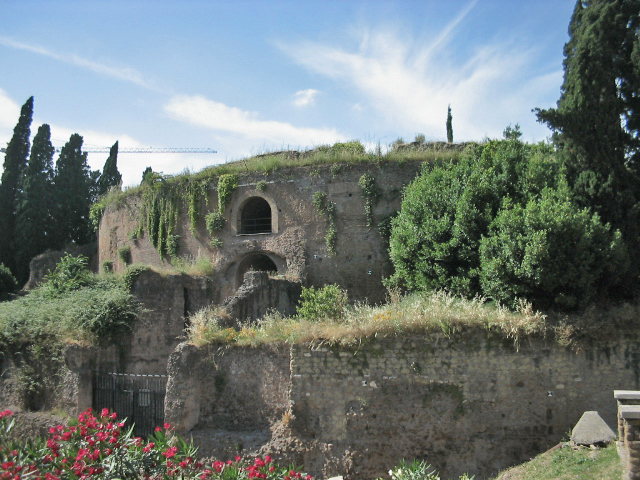
아우구스투스 마우솔레움

서기 2년과 4년에 루키우스, 가이우스 카이사르가 차례로 요절하였다. 서기 4년에 아우구스투스는 티베리우스와 아그리파 포스투무스를 양자로 맞아들였다. 티베리우스는 5년 기한의 호민관 특권을 부여받았고, 조카인 게르마니쿠스를 양자로 맞아들였다. 티베리우스는 게르마니아 평정과 일리리쿰, 달마티아 반란을 진압하였고, 게르마니쿠스는 그 밑에서 착실히 경험을 쌓는다. 하지만 아그리파 포스투무스는 방만한 행실로 인해 7년에 추방되었다. 아우구스투스는 아그리파 포스투무스를 후계자로 삼을 계획을 포기하게 된다. 이후, 티베리우스는 13년에 아우구스투스가 가진 모든 특권을 부여받는다.
14년 8월 19일에 아우구스투스는 놀라에서 숨을 거두었다. 아우구스투스는 죽기 전에 건강이 갑자기 나빠지자 티베리우스를 소환해 밀담을 나누었다. 얼마 후, 황후 리비아의 품에 안긴 채 평온하고 조용하게 숨을 거두었다. 티베리우스는 아들인 드루수스와 함께 아우구스투스의 추모 연설을 하였다. 이후 마르스 광장을 지나 아우구스투스 마우솔레움 앞 광장에서 유해를 화장하였고, 마우솔레움에 묻혔다. 얼마 후 원로원은 아우구스투스를 신격화하기로 결정하였다.

## 기타
금욕적인 모습과 달리 취미가 도박이었다. 당시 로마는 도박에 부정적이라 사투르날리아 축제가 열리는 12월에만 도박을 허용해줬는데 아우구스투스는 기간에 상관없이 도박을 매우 즐겼던 것으로 보인다. 이는 본인이 양자 티베리우스에게 쓴 편지에서도 확인되는데 주로 주사위나 홀짝 도박을 즐겨했다고 쓰고 있다. 돈을 따려고 도박을 했다기 보다는 정치적인 면모도 강해서 일부러 돈을 잃어주거나 하면서 친분을 쌓았다고 한다.

### 아우구스투스의 유산

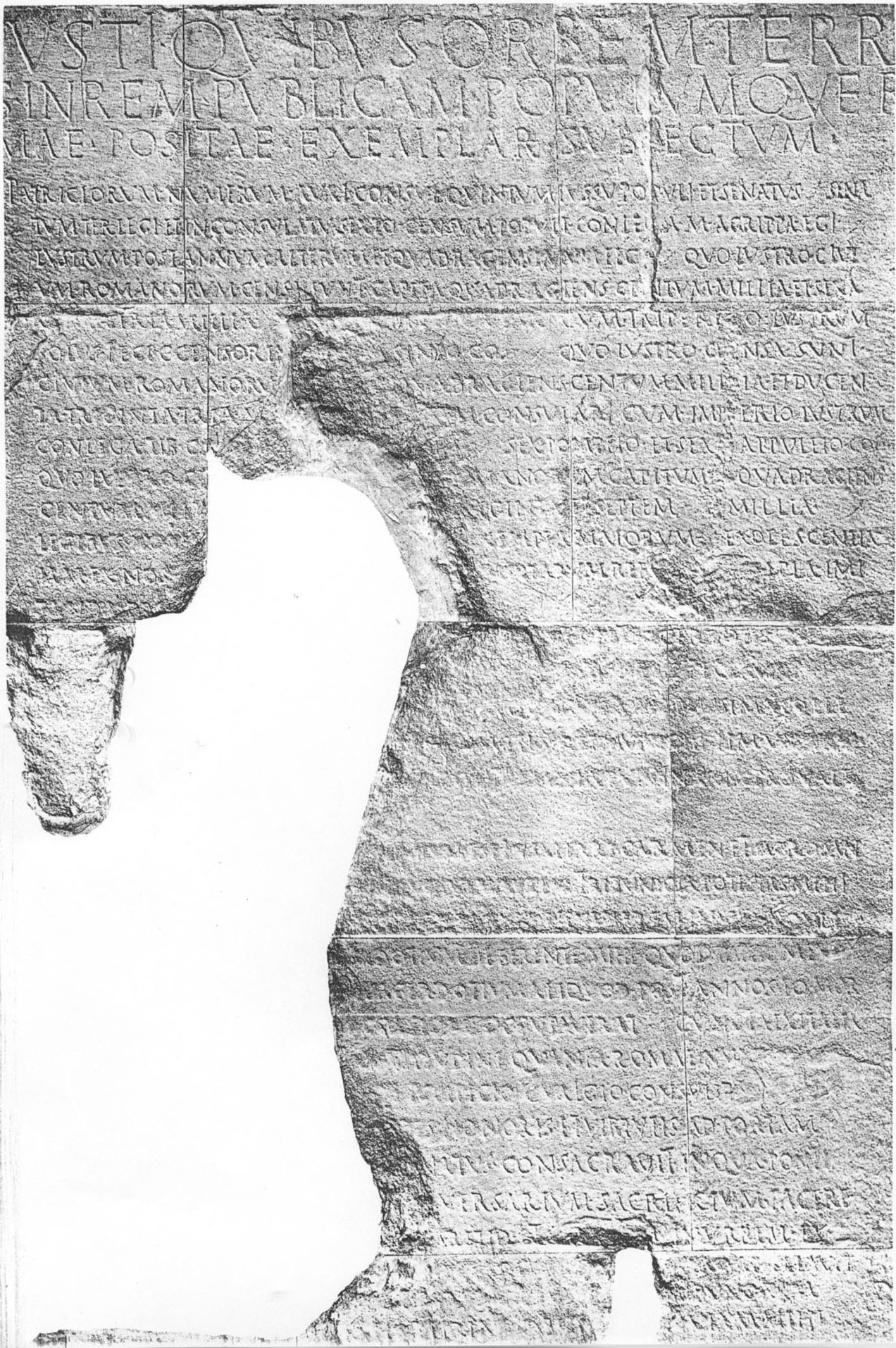
터키 앙카라에서 발견된 《아우구스투스 업적록》의 일부

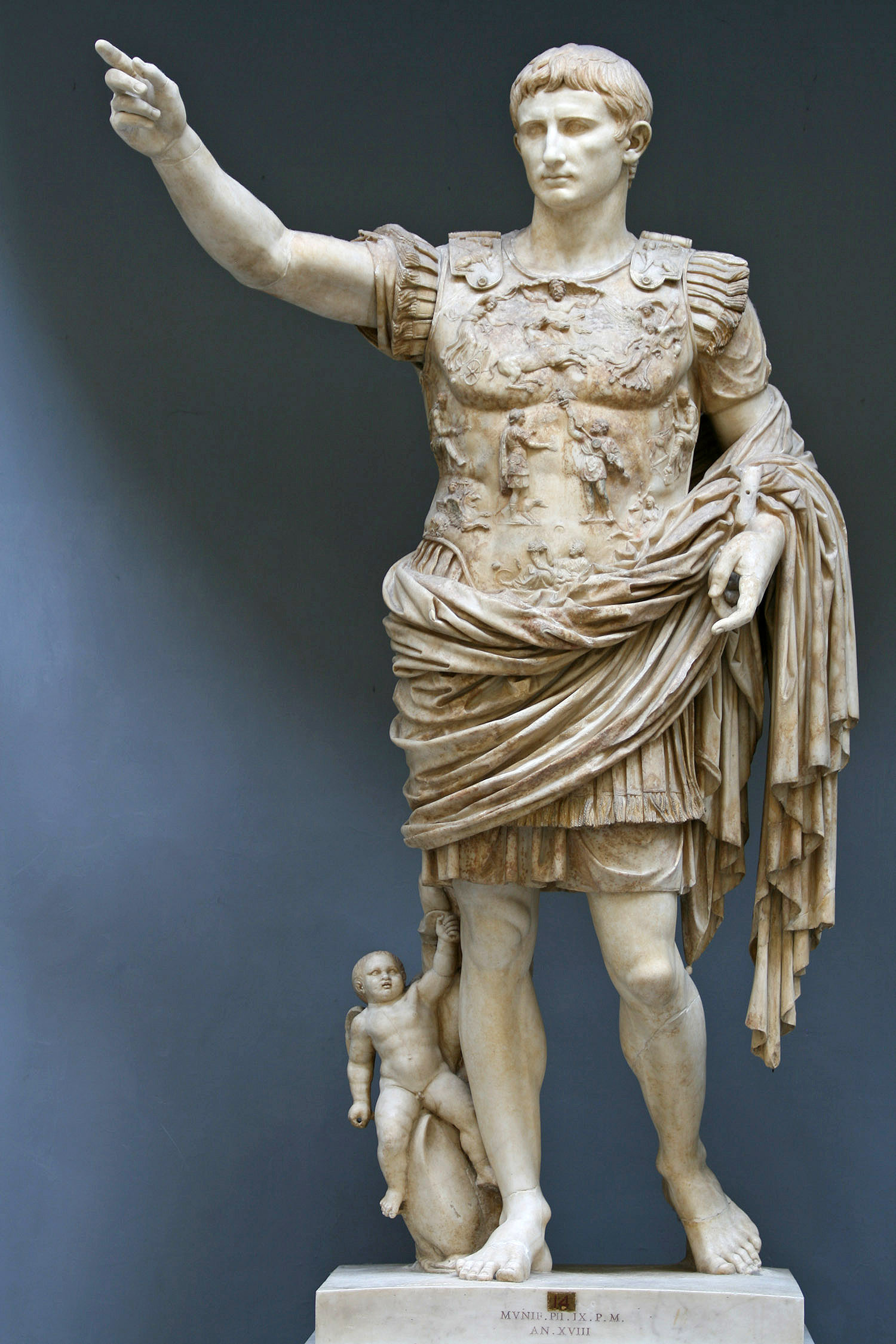
바티칸 미술관에 있는 프리마 포타의 아우구스투스

아우구스투스의 통치 시기에 수립된 정책들은 로마 제국이 멸망할 때까지 수백 년간 지속하였다. 양부로부터 이어받은 성인 ‘카이사르’와 자신의 칭호인 ‘아우구스투스’는 이후 1400여 년간 로마 제국의 통치자들을 지칭하는 용어로 사용되었다. 카이사르는 여러 언어에서 황제를 지칭하는 용어가 되었으며, 아우구스투스는 사후에 신격화되었다. 그 결과 많은 수의 아우구스투스 동상과 흉상이 제작되었고, 현재까지도 많이 남아 있다. 아우구스투스 신앙(Divus Augustus)은 391년에 테오도시우스 1세가 기독교를 국교로 삼을 때까지 계속된다. 또한, 아우구스투스는 유언장에서, 자신이 직접 쓴 《아우구스투스 업적록》(Res Gestae Divi Augusti)의 동판을 아우구스투스 마우솔레움의 정면에 걸어 놓기를 원했다. 《아우구스투스 업적록》의 사본은 아우구스투스의 사후, 로마 제국 전역에 퍼졌다.
터키의 앙카라에서 발견된 사본의 경우, 라틴어로 되어 있는 원문을 그리스어로 번역하여 공공건물에 부착하였다. 테오도어 몸젠은 《아우구스투스 업적록》을 “금석문의 여왕”이라고 하였다.
아우구스투스의 작품은 여러 편이 알려졌다. 이 중에는 시칠리아에 대한 시집 《시칠리아》, 〈브루투스의 《카토론》 반박〉, 13권에 걸쳐 기술한 《자서전》 등이 있다. 하지만 이 작품들은 현재는 전해지지 않는다. 역사학자들은 아우구스투스가 주고받은 편지들을 분석하여 작품에 대한 추가 정보를 연구하고 있다.
아우구스투스는 로마의 황제 가운데 가장 위대한 인물로 평가받는다. 아우구스투스가 수립한 정책은 로마 제국이 존재하였던 기간에 계속 사용되었고 “로마에 의한 평화”(Pax Romana) 또는 “아우구스투스에 의한 평화”(Pax Augusta)라 칭송받았다. 그는 율리우스 카이사르처럼 카리스마가 넘치는 지도자는 아니었다. 하지만 셋째 아내인 리비아로부터 영향을 받아서 지혜와 결단력이 있고 통찰력이 있는 정치가였다. 게다가 그의 정책은 매우 오랫동안 지속하였다. 아우구스투스 시대에 로마 제국은 많은 점에서 변화가 있었다. 우선 수도인 로마 시에 “경찰청”(Praefectus urbi)과 “소방청”(Praefectula vigilum)을 만들었으며, 지방 자치 단체들에 상주하는 장관들을 파견하였다. 경찰청은 대대별로 500명씩이었으며, 소방청은 대대별로 500에서 1천 명으로 구성되어 있었다. 총 7개 대대가 14개 구의 치안과 화재 진압을 담당하였다.
내전이 끝난 후, 아우구스투스는 28개 군단, 총 17만 명으로 구성된 상비군을 조직한다. 이들은 각 속주의 주민들로 구성된 보조병과 함께 국방을 담당하였다. 또한 역참 제도를 창설하여 “관찰장관”(praefectus vehiculorum)이라 불리는 장교들이 감독하도록 하였으며, 자비를 털어서 도로를 유지 및 보수하였다. 동시에 추가로 가도를 더 건설하여, 더욱 더 빠른 통신 체계를 갖추면서 군대가 신속하게 행군할 수 있게 되었다. 서기 6년, 아우구스투스는 현역 및 퇴역 군인의 연금을 지급하기 위한 재원을 마련하고자 1억 7천만 세스테르티우스를 기부하여 “군인 연금 기금”(aerarium miltare)을 만들었다.
기원전 27년에는 자신의 경호를 목적으로 '친위대'를 창설하였다. 근위대는 훗날 원로원에 압력 넣기, 새 황제 추대, 기존의 황제 제거 등 로마의 역사에서 영향력을 발휘한다. 친위대는 312년에 콘스탄티누스 대제가 해체할 때까지 존속한다.
아우구스투스는 로마 제국 최고의 권력자였지만, 언제나 공화주의자로서의 미덕과 규범을 실천하려 애썼다. 언제나 서민들에게 관심을 두고 돌보았던 그는 관대한 정책들과 과다한 지출 삭감을 통하여 이를 실천하였다. 기원전 29년에는 25만 명의 시민에게 개인당 400세스테르티우스씩 지급하였고 식민지에 거주하고 있는 12만 명의 퇴역병에게는 1,000세스테리우스씩을 지급하였으며, 약 7억 세스테르티우스를 들여 자신의 병사들이 땅을 사서 정착할 수 있게 하였다. 또한 로마의 여러 신을 모시는 신전 82곳을 복구하였다. 기원전 28년에는 검소하고 관대한 모습을 강조하려고 자신의 모습을 본뜬 은상 80여 개를 녹였다.

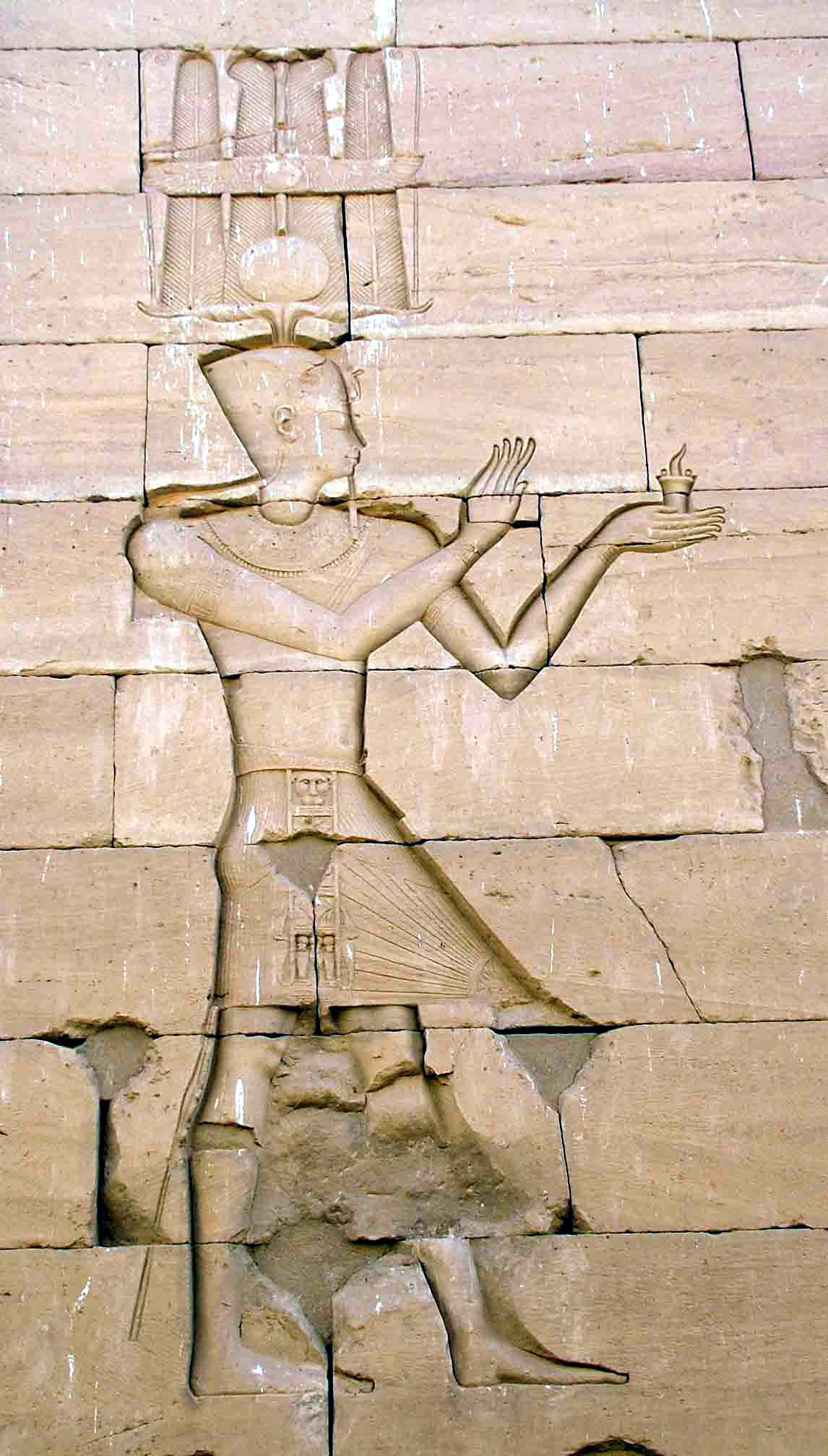
누비아의 신전에 묘사된 이집트풍의 아우구스투스

아우구스투스의 긴 통치 기간과, 이 기간에 로마 제국에 남긴 아우구스투스 시대의 유산들도 성공의 중요한 요인이다. 타키투스에 따르면, 서기 14년 당시의 젊은이들은 원수정 외의 정치 체제는 알지 못하였다. 만약 아우구스투스가 일찍 죽었더라면(예: 기원전 23년) 상황은 완전히 달라졌을 것이다. 한동안 사실상 군주정이었던 로마에서 옛 공화정 지지자들과 아우구스투스의 추종자들 간에 내전이 벌어졌을 것이다. 아우구스투스는 자신의 경험과 인내심, 치밀한 전략과 정치적 통찰력으로 이러한 상황을 조율하였다. 아우구스투스는 잘 훈련된 군대가 전선에서 주둔하는 것, 제위 계승에 대한 원칙, 황제의 자비를 털어 수도를 꾸미는 것처럼 여러 분야에서 로마 제국이 앞으로 나아갈 방향을 제시하였다. 무엇보다도 아우구스투스가 남긴 최고의 업적은 이후 2세기간 이어진 평화와 번영의 시대를 연 것이다. 아우구스투스에 대한 기억은 사람들에게 매우 좋게 남았고, 이는 제국 시대의 정치적 풍조 아래 좋은 황제의 패러다임으로 남게 된다. 이후 로마의 모든 황제들이 “카이사르 아우구스투스”(Caesar Augustus)를 사용하였고, 이에 따라 “카이사르 아우구스투스”는 점차 사람의 이름을 지칭하는 것이 아니라 로마 황제를 지칭하는 칭호로 더 많이 사용된다.
동시대인인 베르길리우스와 호라티우스는 아우구스투스를 로마의 수호자, 도덕 규율을 바로잡은 자, 제국을 짊어지고 갈 의무를 기꺼이 진 자로 묘사하였다. 하지만 통치 기간에 원수정을 확립한 것 때문에 동시대인들에게 비판받기도 하였다. 동시대의 법학자, 공화정의 추종자인 마르쿠스 안티스티우스 라베오(? ~ 서기 10년 또는 11년)는 공개적으로 아우구스투스의 통치 체제를 비판하였다. 타키투스는 〈연대기〉의 서문에서 아우구스투스가 교활한 방법으로 공화정 로마를 노예처럼 만들었다고 서술하였다. 아우구스투스가 죽고 난 뒤에 티베리우스가 이 자리를 물려받았고, 로마의 사람들은 노예 매매와 같이 계속하여 다음 주인에게 넘어갔다. 하지만 타키투스는 네르바가 “원수정”과 “자유”라는 서로 이질적인 두 생각을 잘 조화시켰다고 믿었다. 3세기 역사가인 디오 카시우스는 아우구스투스가 친절하고 관대한 통치자라는 점은 인정하였지만, 동시대의 역사가들과는 달리 아우구스투스를 전제군주로 보았다. 시인인 마르쿠스 아나에우스 루카누스(39년 ~ 65년)는 카이사르가 폼페이우스와 소 카토와의 전쟁에서의 승리는 로마의 전통적 자유가 끝난 상징적인 사건이라는 의견을 갖고 있었다. 역사가인 체스터 G. 스타 2세는 루카누스가 아우구스투스에 대한 직접적인 비판을 하지 않은 이유가 그러기엔 너무나도 신성불가침의 존재였기 때문이었을 것이라 썼다.
아일랜드 출신의 영국 작가인 조너선 스위프트는 Discourse on the Contests and Dissentions in Athens and Rome에서 아우구스투스를 로마에 전제군주제를 도입했다는 이유로 비판하였고 대영제국의 입헌군주정을 기원전 2세기경의 로마 공화정에 비유하였다. 스코틀랜드의 해군 장교이자 역사가였던 토머스 고든(1658년 ~ 1741년)은 아우구스투스를 올리버 크롬웰과 비교하며 비판하였다. 토머스 고든과 몽테스키외는 아우구스투스가 전장에서는 겁쟁이라고 평하였다. 스코틀랜드의 학자인 토머스 블랙웰(Thomas Blackwell, 1701년 ~ 1757년)은 Memoirs of the Court of Augustus에서 아우구스투스를 마키아벨리 성향의 군주라 보았다.

### 세제 확립

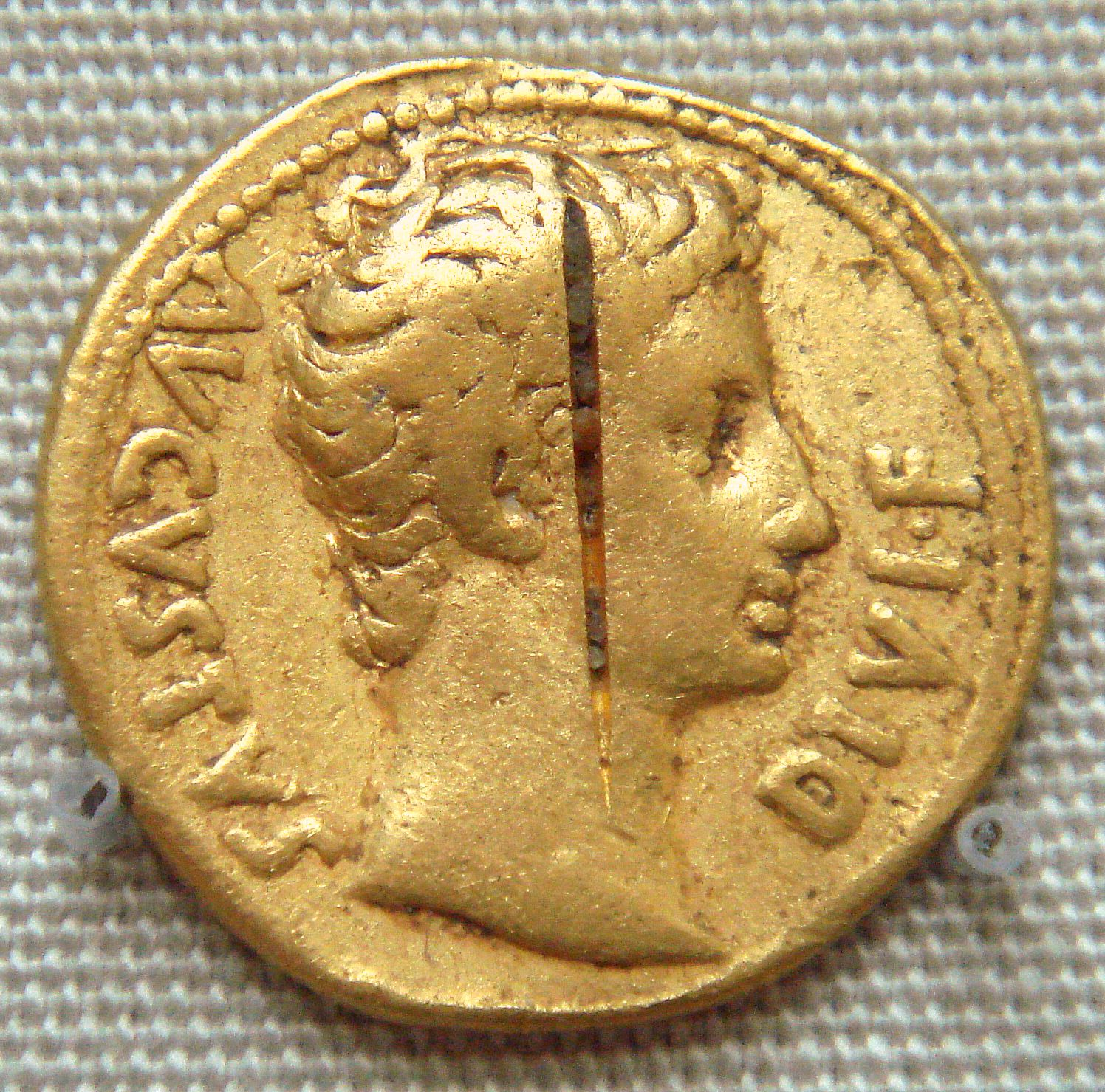
인도에서 발견된 아우구스투스 시대의 화폐. 대영박물관 소장.

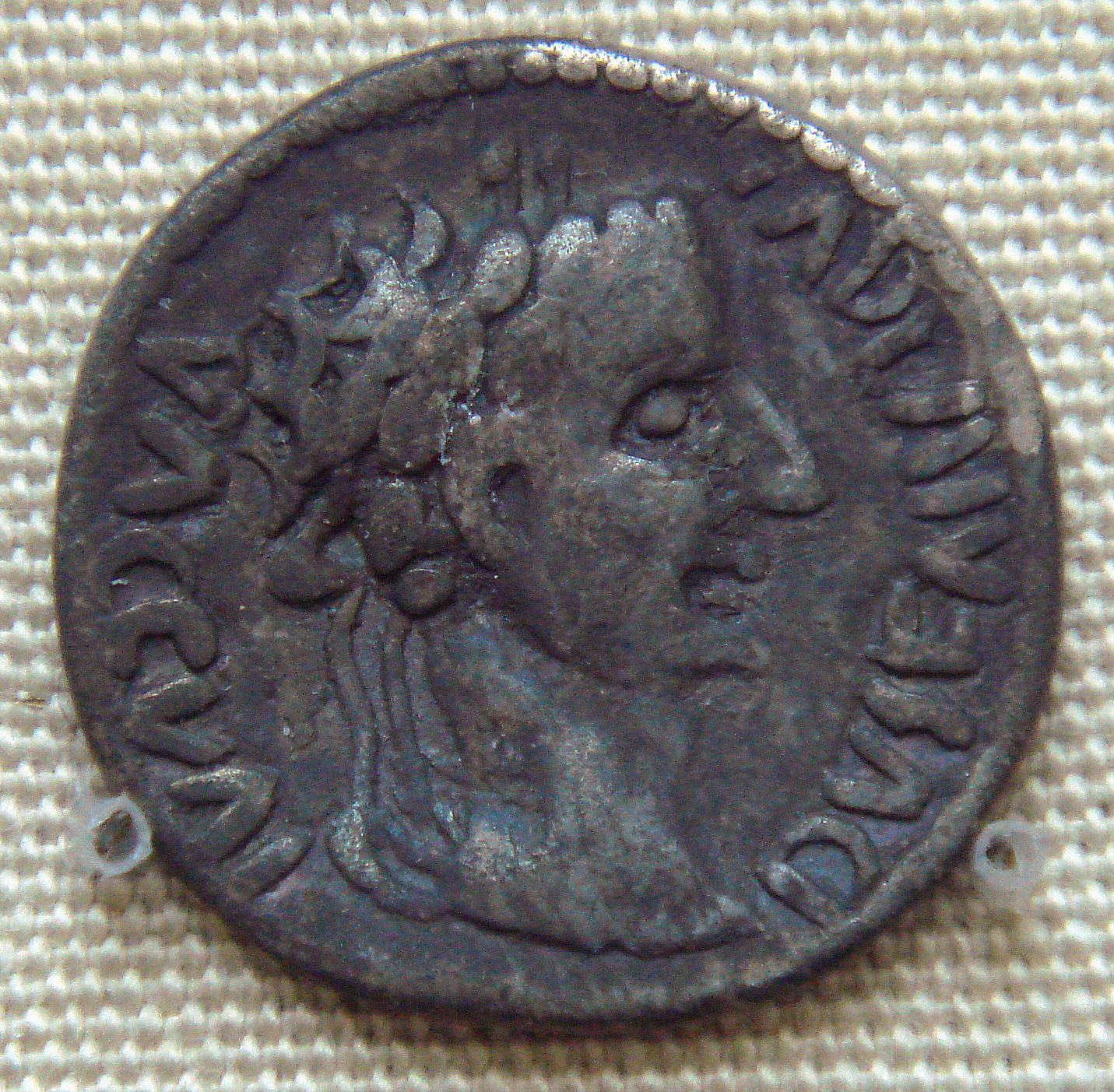
아우구스투스 시대의 화폐의 모조품(인도, 1세기). 대영박물관 소장.

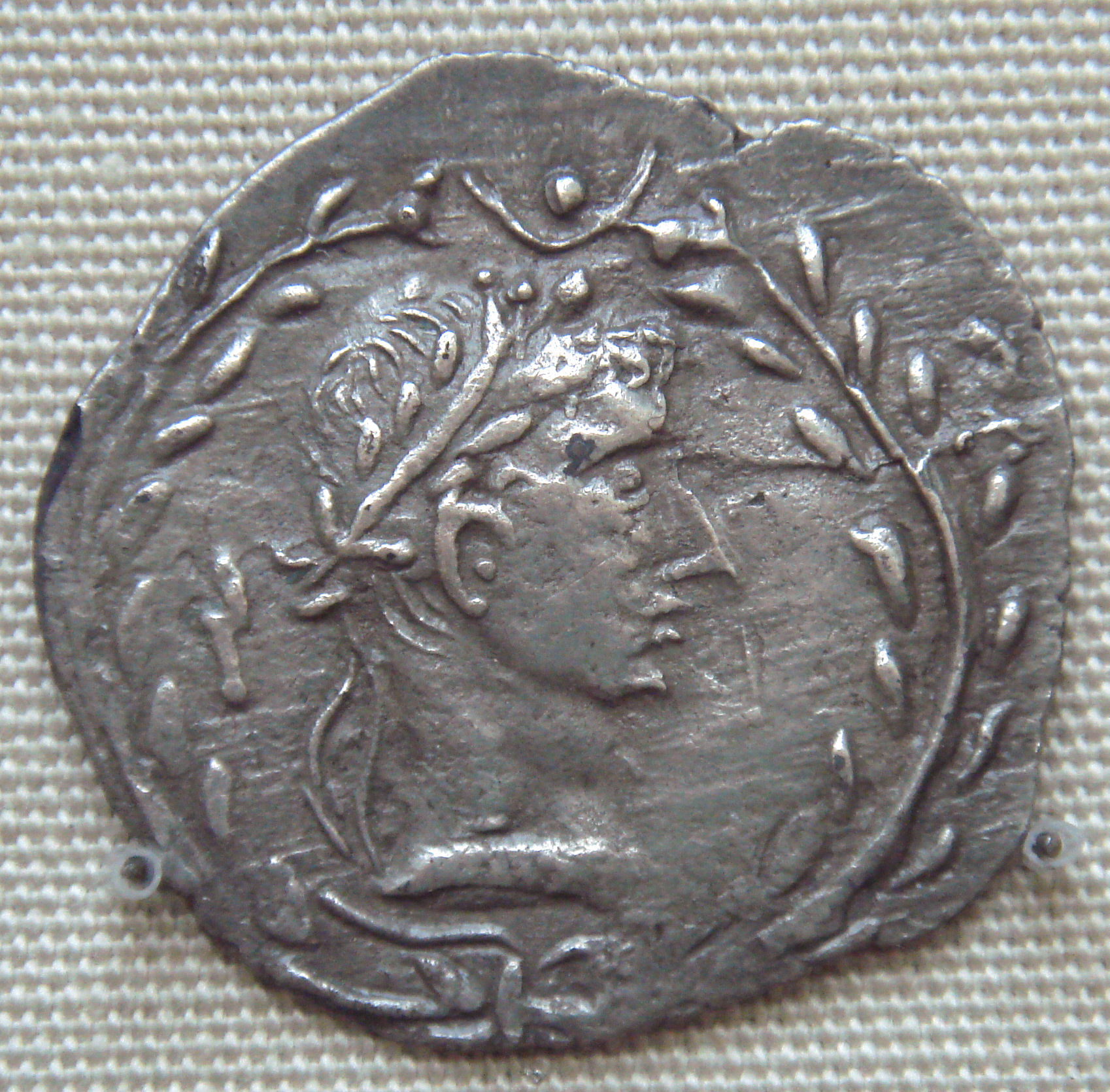
아라비아 반도 남부의 히먀리트 왕국에서 제작된 모조품

아우구스투스의 세제 개혁은 로마 제국의 역사에 큰 영향을 주었다. 아우구스투스는 이전 시대에는 널리 행해졌던 속주민에 대한 특별 징세를 하지 않았으며, 새로 정복한 지역의 기반을 닦고 고정 세율로 직접세를 징수하였다. 세금을 불시에 임의로 거두어 속주민의 분노를 불러오는 대신에 고정 세제를 실시하기로 한 것이다. 그 결과 세입이 증가하였고, 돈의 흐름이 안정되었으며, 해마다 속주가 내야 할 세금의 양이 일정해졌다. 세금 징수를 위하여 인구 조사를 실시하였고 이를 바탕으로 각 속주마다 내야 할 세금의 양이 정해졌다. 속주민과는 달리, 로마 시민권자의 경우 간접세만 납부하였다. 노예 매매 시 가격의 4퍼센트를 세금으로 냈으며, 경매 시에도 1퍼센트를 납부하였으며, 재산 상속 시에도 가까운 친척이 아닌 이로부터 10만 세스테르티우스 이상의 상속을 받으면 5퍼센트의 세금을 납부하였다.
또한, 세금도 민간 징수원이 징수하던 기존 방식에서, 세금 담당 공무원이 징수하는 방식으로 바뀐다. 공화정 시대의 민간 징수원들은 세금을 과다하게 걷어가며 힘을 불려나가, 점점 로마의 정치가들에게 큰 영향력을 행사할 만큼 많은 투표권을 갖게 되었다. 이들은 세금을 추가로 더 걷어서 자신의 재산을 불렸기 때문에 악명이 높았었다. 이들에 대한 관리 감독이 부실하였기 때문에 세금 납부자들에게서 부당 징수를 일삼았고, 이는 경제에 좋지 않은 영향을 주었다.
직접 이집트를 정복했다는 점과 로마 정부 형태의 변화 때문에, 아우구스투스는 이집트의 비옥한 땅을 재정원으로 쓸 수 있었다. 이 때문에 이집트는 로마의 속주가 아닌 아우구스투스의 사유지처럼 간주되었고, 이후에도 이집트는 황제들의 사유지로 취급된다. 이집트는 원로원 계급 출신이 통치하는 대신에 아우구스투스가 직접 임명한 기사 계급 출신의 총독이 다스렸다. 아우구스투스와 이후의 황제는 이집트의 농경지에서 벌어들인 많은 수입을 복지 정책, 공공 정책과 군사 원정의 자금으로 사용할 수 있었다.

### 8월 (Augustus)
이전에는 로마의 역법에서 “여섯 번째 달”(라틴어: Sextilis)로 불리었던 달이, 아우구스투스의 시대 이후부터 8월(라틴어: Augustus, 영어: August)이라는 지금의 호칭으로 불리기 시작하였다. 전해 내려오는 이야기에 따르면 8월이 31일이 된 이유는, 아우구스투스가 자신의 이름을 딴 8월과 율리우스 카이사르의 이름을 딴 7월(July)이 똑같은 날짜 수를 가지길 원해서였다고 한다. 하지만 이는 13세기의 학자였던 사크로보스코의 요한네스(Johannes de Sacrobosco)가 지어낸 이야기이다. 실제로 8월은 이름이 '아우구스투스'로 바뀌기 전부터 31일이었다. 마크로비우스에 따르면, 이름이 '아우구스투스'로 바뀐 것은 로마 원로원의 결정이라고 한다. 아우구스투스가 기원전 30년 8월에 알렉산드리아를 함락한 뒤 권좌에 오르자, 이를 기리고자 8월을 '아우구스투스'로 바꾸었다는 것이다. 한편 수에토니우스에 따르면 카이사르가 제정했던 율리우스력이 제대로 시행되지 않고 역법에 혼란이 왔는데, 이를 바로 잡으면서 8월을 '아우구스투스'로 명명하였다고도 한다.

### 건축

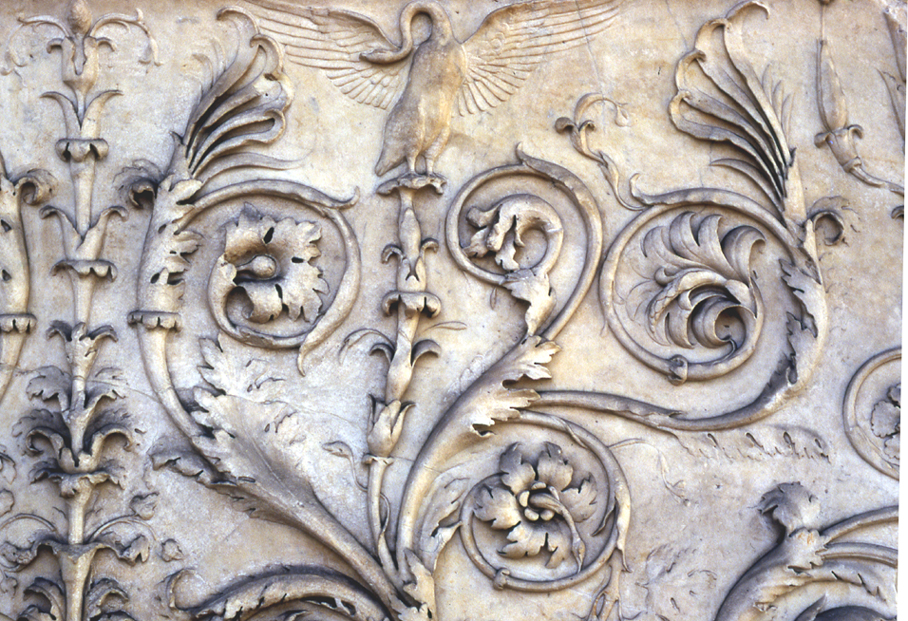
평화의 제단에 새겨진 돋을새김.

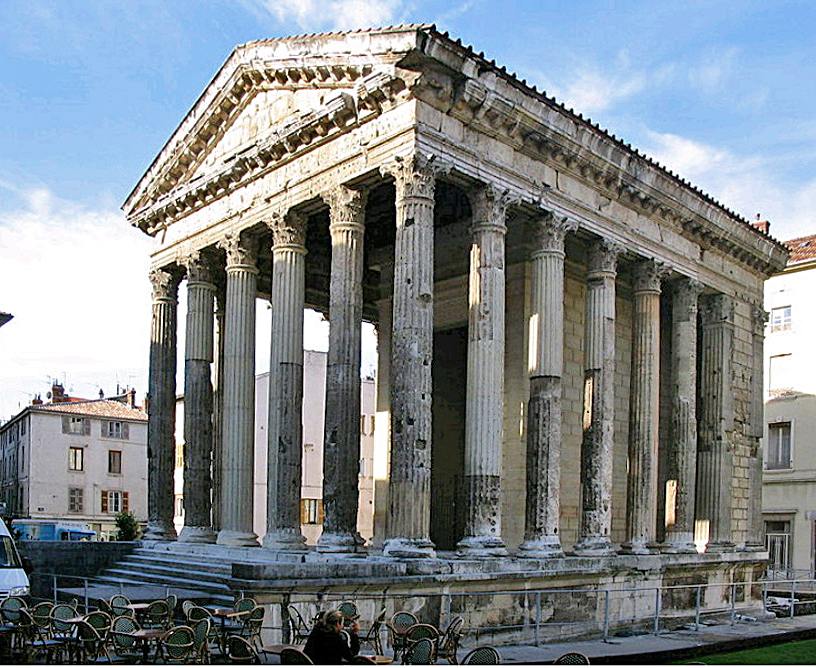
프랑스 비엔에 위치한 아우구스투스와 리비아의 신전.

아우구스투스는 죽기 전에 “나는 진흙으로 된 로마를 물려받았고, 대리석의 로마를 물려줬다.”라고 호언장담하였다. 디오 카시우스는 이 발언이 황제의 권력에 대한 은유라고 분석하였다. 아우구스투스 이전의 시대에도 건물을 지을 때 대리석을 사용했고, 그 후에 대리석의 사용량이 갑자기 증가하지도 않았다. 화재의 위험이 높았던 건물이 많았던 수부라 지역의 건설에 대리석을 많이 사용하지도 않았다. 그 대신 마르스 광장(Campus Martius) 근방에 평화의 제단(라틴어: Ara Pacis Augustae)과 같은 기념비적인 건물을 많이 세웠다. 평화의 제단 앞에는 해시계로 사용하기 위해 이집트로부터 가져온 거대한 오벨리스크가 놓여 있었다. 《아우구스투스 업적록》에 따르면 평화의 제단에 새겨져 있는 돋을새김에는 아우구스투스의 노력으로 평화를 이룩한 것을 경축하고, 앞으로 오랫동안 로마 제국이 평화롭기를 기원하는 의미가 담겨 있었다고 한다. 이 돋을새김에는 집정관, 여사제뿐만 아니라 로마의 시민들도 함께 새겨져 있다. 아우구스투스는 또한 카이사르 신전, 아그리파 목욕탕을 지었으며, 마르스 신전이 딸려 있는 아우구스투스 포룸도 건설하였다. 다른 건설 사업들도 장려하였는데, 대표적인 건물로 아그리파가 지은 판테온, 아우구스투스가 건설 자금을 지원하고 다른 사람의 이름을 붙인 옥타비아 회랑, 마르켈루스 극장 등이 있다. 또한 아우구스투스는 가족을 위한 무덤으로 사용하기 위해 아우구스투스 마우솔레움을 건설하였다. 악티움 해전에서의 승리를 기념하기 위해여 기원전 29년에는 카스토르와 폴룩스 신전 근방에 아우구스투스 개선문이 건립되었고, 기원전 19년에는 이를 확장하였다. 이러한 건설 사업은 제국 전역에서 행해졌는데, 현재까지도 과거 로마 제국의 영토였던 여러 곳에 아우구스투스의 시대에 건설된 건물이 남아 있다. 그 이후 로마 제정 시기 동안 그리스로부터 영향을 받은 코린토스 양식의 건물이 주를 이루었다.
아그리파가 기원전 12년에 죽은 후, 아우구스투스는 아그리파가 개인 재산까지 기부해 가며 책임지던 수도 유지·보수 업무를 정비하여야 했다. 그해 아우구스투스는 원로원이 지정한 3명의 원로원 의원이 로마의 수로교의 유지·보수 임무를 담당하도록 하였다. 아우구스투스 통치 말기에는 다섯 명의 원로원 의원이 “공공사업청”(curatores locorum publicorum iudicandorum)이라 불리는 공공건물과 신전의 유지·보수를 맡았다. 아우구스투스는 또한 “도로청”(curatores viarum)을 창설하여 정기적으로 각 지방의 가도 유지·보수를 담당하도록 했다.

### 외모
수에토니우스는 아우구스투스의 외모에 대해 다음과 같이 묘사하고 있다.
용모와 자태에 기품이 어려 있고, 평생 언제 어느 때나 아름다워 사람들의 눈길을 끌었다. (중략) 그의 눈은 밝고 맑으며 형형히 빛났다. (중략) 머리칼은 엷은 금색이고 약간 곱슬머리였다. 양쪽 눈썹은 붙어 있고, 귀는 보통 크기였다. 콧마루는 끝에서 약간 솟아오르고 그 밑변이 안쪽으로 약간 구부러져 있었다. 피부는 거무스름하지도 않고 희지도 않고 딱 중간이었으며, 키는 작았다.— 수에토니우스(박광순 옮김) (1998). 《풍속으로 본 12인의 로마 황제》. 풀빛미디어. 1권 170쪽.

### 성경에서의 언급
성경에는 아우구스투스가 인구조사를 실시했던 일에 대해 다음과 같이 기록되어 있다.
이때에 가이사 아구스도가 영을 내려 천하로 다 호적하라 하였으니 이 호적은 구레뇨가 수리아 총독 되었을 때에 첫 번 한 것이라 (누가복음 2장 1~2절)

누가복음은 예수의 탄생에 대해 다른 복음서보다 비교적 자세히 다루고 있는데, 아우구스투스가 내린 호적령으로 인해 요셉과 마리아가 출산을 앞두고 베들레헴으로 갈 수밖에 없었던 배경을 설명하고 있다.신학자 정승우 선생에 의하면, 예수가 역사적 인물임을 서술하기 위한 《누가복음》 서술자의 역사배경 서술이다.(정승우, 《인류의 영원한 고전 신약성서》, 아이세움) 

## 같이 보기
- 로마 황제 연대표
- 로마 제국
- 율리우스-클라우디우스 황조
- 아그리파
- 마이케나스
- 아우구스투스 업적록
- 아우구스투스 마우솔레움
- 제2차 삼두 정치
- 마르쿠스 안토니우스
- 마르쿠스 아이밀리우스 레피두스
- 율리우스 카이사르
- 티베리우스
- 옥타비아 더 영거

## 참고 문헌
- Bourne, Ella. "Augustus as a Letter-Writer," Transactions and Proceedings of the American Philological Association (Volume 49, 1918): 53–66.
- Bowersock, G. W.; Kurt A. Raaflaub and Mark Toher (eds.) (1990). 〈The Pontificate of Augustus〉. 《Between Republic and Empire: Interpretations of Augustus and his Principate》. Berkeley: University of California Press. 380~394쪽. ISBN 0-520-08447-0.
- Bunson, Matthew (1994). Encyclopedia of the Roman Empire. New York: Facts on File Inc. ISBN 0-8160-3182-7
- Chisholm, Kitty and John Ferguson. (1981). Rome: The Augustan Age; A Source Book. Oxford: Oxford University Press, in association with the Open University Press. ISBN 0-19-872108-0.
- Dio Cassius, The Roman History: The Reign of Augustus, London, Penguin Books, 1987, ISBN 0-14-044448-3.
- Eck, Werner; translated by Deborah Lucas Schneider; new material by Sarolta A. Takács. (2003) The Age of Augustus. Oxford: Blackwell Publishing (hardcover, ISBN 0-631-22957-4; paperback, ISBN 0-631-22958-2).
- Eder, Walter. (2005). "Augustus and the Power of Tradition," in The Cambridge Companion to the Age of Augustus (Cambridge Companions to the Ancient World), ed. Karl Galinsky, 13-32. Cambridge, MA; New York: Cambridge University Press (hardcover, ISBN 0-521-80796-4; paperback, ISBN 0-521-00393-8).
- Everitt, Anthony (2006) Augustus: The Life of Rome's First Emperor. Random House Books. ISBN 1-4000-6128-8.
- Green, Peter (1990). 《Alexander to Actium: The Historical Evolution of the Hellenistic Age》. Hellenistic Culture and Society. Berkeley, CA; Los Angeles; London: University of California Press. ISBN [[Special:BookSources/0-520-05611-6 (hbk.); ISBN 0-520-08349-0 (pbk.)|0-520-05611-6 (hbk.); '"`UNIQ--templatestyles-0000001B-QINU`"'[[국제 표준 도서 번호|ISBN]]&nbsp;[[Special:BookSources/0-520-08349-0 |0-520-08349-0]] (pbk.)]] |isbn= 값 확인 필요: invalid character (도움말). |ISBN=에 templatestyles stripmarker가 있음(위치 23) (도움말)
- Gruen, Erich S. (2005). "Augustus and the Making of the Principate," in The Cambridge Companion to the Age of Augustus (Cambridge Companions to the Ancient World), ed. Karl Galinsky, 33-51. Cambridge, MA; New York: Cambridge University Press (hardcover, ISBN 0-521-80796-4; paperback, ISBN 0-521-00393-8).
- Kelsall, Malcolm. "Augustus and Pope," The Huntington Library Quarterly (Volume 39, Number 2, 1976): 117–131.
- Mackay, Christopher S. (2004). 《Ancient Rome: A Military and Political History》. Cambridge University Press. ISBN 0-521-80918-5.
- Scullard, H. H. (1982) [1959]. 《From the Gracchi to Nero: A History of Rome from 133 B.C. to A.D. 68》 5판. London; New York: Routledge. ISBN 0-415-02527-3 (pbk.) |isbn= 값 확인 필요: invalid character (도움말).
- Shaw-Smith, R. "A Letter from Augustus to Tiberius," Greece & Rome (Volume 18, Number 2, 1971): 213–214.
- Shotter, D.C.A. "Tiberius and the Spirit of Augustus," Greece & Rome (Volume 13, Number 2, 1966): 207–212.
- Starr, Chester G., Jr. "The Perfect Democracy of the Roman Empire," The American Historical Review (Volume 58, Number 1, 1952): 1–16.
- Syme, Ronald (1939). 《The Roman Revolution》. Oxford: Oxford University Press. ISBN 0-19-280320-4 (pbk.) |isbn= 값 확인 필요: invalid character (도움말). The classic revisionist study of Augustus
- Roebuck, C, The World of Ancient Times, New York, Charles Scribner's Sons, 1966
- Rowell, Henry Thompson. (1962). The Centers of Civilization Series: Volume 5; Rome in the Augustan Age. Norman: University of Oklahoma Press. ISBN 0-8061-0956-4
- 수에토니우스(박광순 옮김) (1998). 《풍속으로 본 12인의 로마 황제》. 풀빛미디어. ISBN 89-88135-16-4.

### 1차 사료
- The Res Gestae Divi Augusti (《아우구스투스 업적록》, The Deeds of Augustus, his own account: 라틴어 및 그리스어 원본의 영어 번역본)
- 《황제전》, 수에토니우스, 라틴어 원본의 영어 번역본
- 《로마사》 디오 카시우스, 권 45–56, 영어번역본
- Life of Augustus 다마스쿠스의 니콜라우스, 영어번역본
- The Via Iulia Augusta, 기원전 13년 ~ 기원전 12년 사이에 아우구스투스에 의해 건설된 로마의 도로들.
- Gallery of the Ancient Art: August
- Humor of Augustus 보관됨 2007-09-27 - 웨이백 머신

### 2차 사료
- De Imperatoribus Romanis
- Augustus Caesar and the Pax Romana
- Augustus and the Roman army—Mutual Loyalty and Rewards
- Augustus at BBC History
- Anthony Everitt, The First Emperor: Caesar Augustus and the Triumph of Rome (review)
- Borgies, Loïc, Le conflit propagandiste entre Octavien et Marc Antoine. De l'usage politique de la uituperatio entre 44 et 30 a. C. n., Brussels: Latomus, 2016. ISBN 978-90-429-3459-7.

| 전임 카이사르 | 제1대 로마 제국 황제 기원전 27년 - 14년 | 후임 티베리우스 |